# Échecs janus
|   | a | b | c | d | e | f | g | h | i | j |   |
| 8 | Tour noire sur case blanche a8 · Princesse noire sur case noire b8 · Cavalier noir sur case blanche c8 · Fou noir sur case noire d8 · Roi noir sur case blanche e8 · Dame noire sur case noire f8 · Fou noir sur case blanche g8 · Cavalier noir sur case noire h8 · Princesse noire sur case blanche i8 · Tour noire sur case noire j8 · Pion noir sur case noire a7 · Pion noir sur case blanche b7 · Pion noir sur case noire c7 · Pion noir sur case blanche d7 · Pion noir sur case noire e7 · Pion noir sur case blanche f7 · Pion noir sur case noire g7 · Pion noir sur case blanche h7 · Pion noir sur case noire i7 · Pion noir sur case blanche j7 · Case blanche a6 vide · Case noire b6 vide · Case blanche c6 vide · Case noire d6 vide · Case blanche e6 vide · Case noire f6 vide · Case blanche g6 vide · Case noire h6 vide · Case blanche i6 vide · Case noire j6 vide · Case noire a5 vide · Case blanche b5 vide · Case noire c5 vide · Case blanche d5 vide · Case noire e5 vide · Case blanche f5 vide · Case noire g5 vide · Case blanche h5 vide · Case noire i5 vide · Case blanche j5 vide · Case blanche a4 vide · Case noire b4 vide · Case blanche c4 vide · Case noire d4 vide · Case blanche e4 vide · Case noire f4 vide · Case blanche g4 vide · Case noire h4 vide · Case blanche i4 vide · Case noire j4 vide · Case noire a3 vide · Case blanche b3 vide · Case noire c3 vide · Case blanche d3 vide · Case noire e3 vide · Case blanche f3 vide · Case noire g3 vide · Case blanche h3 vide · Case noire i3 vide · Case blanche j3 vide · Pion blanc sur case blanche a2 · Pion blanc sur case noire b2 · Pion blanc sur case blanche c2 · Pion blanc sur case noire d2 · Pion blanc sur case blanche e2 · Pion blanc sur case noire f2 · Pion blanc sur case blanche g2 · Pion blanc sur case noire h2 · Pion blanc sur case blanche i2 · Pion blanc sur case noire j2 · Tour blanche sur case noire a1 · Princesse blanche sur case blanche b1 · Cavalier blanc sur case noire c1 · Fou blanc sur case blanche d1 · Roi blanc sur case noire e1 · Dame blanche sur case blanche f1 · Fou blanc sur case noire g1 · Cavalier blanc sur case blanche h1 · Princesse blanche sur case noire i1 · Tour blanche sur case blanche j1 | Tour noire sur case blanche a8 · Princesse noire sur case noire b8 · Cavalier noir sur case blanche c8 · Fou noir sur case noire d8 · Roi noir sur case blanche e8 · Dame noire sur case noire f8 · Fou noir sur case blanche g8 · Cavalier noir sur case noire h8 · Princesse noire sur case blanche i8 · Tour noire sur case noire j8 · Pion noir sur case noire a7 · Pion noir sur case blanche b7 · Pion noir sur case noire c7 · Pion noir sur case blanche d7 · Pion noir sur case noire e7 · Pion noir sur case blanche f7 · Pion noir sur case noire g7 · Pion noir sur case blanche h7 · Pion noir sur case noire i7 · Pion noir sur case blanche j7 · Case blanche a6 vide · Case noire b6 vide · Case blanche c6 vide · Case noire d6 vide · Case blanche e6 vide · Case noire f6 vide · Case blanche g6 vide · Case noire h6 vide · Case blanche i6 vide · Case noire j6 vide · Case noire a5 vide · Case blanche b5 vide · Case noire c5 vide · Case blanche d5 vide · Case noire e5 vide · Case blanche f5 vide · Case noire g5 vide · Case blanche h5 vide · Case noire i5 vide · Case blanche j5 vide · Case blanche a4 vide · Case noire b4 vide · Case blanche c4 vide · Case noire d4 vide · Case blanche e4 vide · Case noire f4 vide · Case blanche g4 vide · Case noire h4 vide · Case blanche i4 vide · Case noire j4 vide · Case noire a3 vide · Case blanche b3 vide · Case noire c3 vide · Case blanche d3 vide · Case noire e3 vide · Case blanche f3 vide · Case noire g3 vide · Case blanche h3 vide · Case noire i3 vide · Case blanche j3 vide · Pion blanc sur case blanche a2 · Pion blanc sur case noire b2 · Pion blanc sur case blanche c2 · Pion blanc sur case noire d2 · Pion blanc sur case blanche e2 · Pion blanc sur case noire f2 · Pion blanc sur case blanche g2 · Pion blanc sur case noire h2 · Pion blanc sur case blanche i2 · Pion blanc sur case noire j2 · Tour blanche sur case noire a1 · Princesse blanche sur case blanche b1 · Cavalier blanc sur case noire c1 · Fou blanc sur case blanche d1 · Roi blanc sur case noire e1 · Dame blanche sur case blanche f1 · Fou blanc sur case noire g1 · Cavalier blanc sur case blanche h1 · Princesse blanche sur case noire i1 · Tour blanche sur case blanche j1 | Tour noire sur case blanche a8 · Princesse noire sur case noire b8 · Cavalier noir sur case blanche c8 · Fou noir sur case noire d8 · Roi noir sur case blanche e8 · Dame noire sur case noire f8 · Fou noir sur case blanche g8 · Cavalier noir sur case noire h8 · Princesse noire sur case blanche i8 · Tour noire sur case noire j8 · Pion noir sur case noire a7 · Pion noir sur case blanche b7 · Pion noir sur case noire c7 · Pion noir sur case blanche d7 · Pion noir sur case noire e7 · Pion noir sur case blanche f7 · Pion noir sur case noire g7 · Pion noir sur case blanche h7 · Pion noir sur case noire i7 · Pion noir sur case blanche j7 · Case blanche a6 vide · Case noire b6 vide · Case blanche c6 vide · Case noire d6 vide · Case blanche e6 vide · Case noire f6 vide · Case blanche g6 vide · Case noire h6 vide · Case blanche i6 vide · Case noire j6 vide · Case noire a5 vide · Case blanche b5 vide · Case noire c5 vide · Case blanche d5 vide · Case noire e5 vide · Case blanche f5 vide · Case noire g5 vide · Case blanche h5 vide · Case noire i5 vide · Case blanche j5 vide · Case blanche a4 vide · Case noire b4 vide · Case blanche c4 vide · Case noire d4 vide · Case blanche e4 vide · Case noire f4 vide · Case blanche g4 vide · Case noire h4 vide · Case blanche i4 vide · Case noire j4 vide · Case noire a3 vide · Case blanche b3 vide · Case noire c3 vide · Case blanche d3 vide · Case noire e3 vide · Case blanche f3 vide · Case noire g3 vide · Case blanche h3 vide · Case noire i3 vide · Case blanche j3 vide · Pion blanc sur case blanche a2 · Pion blanc sur case noire b2 · Pion blanc sur case blanche c2 · Pion blanc sur case noire d2 · Pion blanc sur case blanche e2 · Pion blanc sur case noire f2 · Pion blanc sur case blanche g2 · Pion blanc sur case noire h2 · Pion blanc sur case blanche i2 · Pion blanc sur case noire j2 · Tour blanche sur case noire a1 · Princesse blanche sur case blanche b1 · Cavalier blanc sur case noire c1 · Fou blanc sur case blanche d1 · Roi blanc sur case noire e1 · Dame blanche sur case blanche f1 · Fou blanc sur case noire g1 · Cavalier blanc sur case blanche h1 · Princesse blanche sur case noire i1 · Tour blanche sur case blanche j1 | Tour noire sur case blanche a8 · Princesse noire sur case noire b8 · Cavalier noir sur case blanche c8 · Fou noir sur case noire d8 · Roi noir sur case blanche e8 · Dame noire sur case noire f8 · Fou noir sur case blanche g8 · Cavalier noir sur case noire h8 · Princesse noire sur case blanche i8 · Tour noire sur case noire j8 · Pion noir sur case noire a7 · Pion noir sur case blanche b7 · Pion noir sur case noire c7 · Pion noir sur case blanche d7 · Pion noir sur case noire e7 · Pion noir sur case blanche f7 · Pion noir sur case noire g7 · Pion noir sur case blanche h7 · Pion noir sur case noire i7 · Pion noir sur case blanche j7 · Case blanche a6 vide · Case noire b6 vide · Case blanche c6 vide · Case noire d6 vide · Case blanche e6 vide · Case noire f6 vide · Case blanche g6 vide · Case noire h6 vide · Case blanche i6 vide · Case noire j6 vide · Case noire a5 vide · Case blanche b5 vide · Case noire c5 vide · Case blanche d5 vide · Case noire e5 vide · Case blanche f5 vide · Case noire g5 vide · Case blanche h5 vide · Case noire i5 vide · Case blanche j5 vide · Case blanche a4 vide · Case noire b4 vide · Case blanche c4 vide · Case noire d4 vide · Case blanche e4 vide · Case noire f4 vide · Case blanche g4 vide · Case noire h4 vide · Case blanche i4 vide · Case noire j4 vide · Case noire a3 vide · Case blanche b3 vide · Case noire c3 vide · Case blanche d3 vide · Case noire e3 vide · Case blanche f3 vide · Case noire g3 vide · Case blanche h3 vide · Case noire i3 vide · Case blanche j3 vide · Pion blanc sur case blanche a2 · Pion blanc sur case noire b2 · Pion blanc sur case blanche c2 · Pion blanc sur case noire d2 · Pion blanc sur case blanche e2 · Pion blanc sur case noire f2 · Pion blanc sur case blanche g2 · Pion blanc sur case noire h2 · Pion blanc sur case blanche i2 · Pion blanc sur case noire j2 · Tour blanche sur case noire a1 · Princesse blanche sur case blanche b1 · Cavalier blanc sur case noire c1 · Fou blanc sur case blanche d1 · Roi blanc sur case noire e1 · Dame blanche sur case blanche f1 · Fou blanc sur case noire g1 · Cavalier blanc sur case blanche h1 · Princesse blanche sur case noire i1 · Tour blanche sur case blanche j1 | Tour noire sur case blanche a8 · Princesse noire sur case noire b8 · Cavalier noir sur case blanche c8 · Fou noir sur case noire d8 · Roi noir sur case blanche e8 · Dame noire sur case noire f8 · Fou noir sur case blanche g8 · Cavalier noir sur case noire h8 · Princesse noire sur case blanche i8 · Tour noire sur case noire j8 · Pion noir sur case noire a7 · Pion noir sur case blanche b7 · Pion noir sur case noire c7 · Pion noir sur case blanche d7 · Pion noir sur case noire e7 · Pion noir sur case blanche f7 · Pion noir sur case noire g7 · Pion noir sur case blanche h7 · Pion noir sur case noire i7 · Pion noir sur case blanche j7 · Case blanche a6 vide · Case noire b6 vide · Case blanche c6 vide · Case noire d6 vide · Case blanche e6 vide · Case noire f6 vide · Case blanche g6 vide · Case noire h6 vide · Case blanche i6 vide · Case noire j6 vide · Case noire a5 vide · Case blanche b5 vide · Case noire c5 vide · Case blanche d5 vide · Case noire e5 vide · Case blanche f5 vide · Case noire g5 vide · Case blanche h5 vide · Case noire i5 vide · Case blanche j5 vide · Case blanche a4 vide · Case noire b4 vide · Case blanche c4 vide · Case noire d4 vide · Case blanche e4 vide · Case noire f4 vide · Case blanche g4 vide · Case noire h4 vide · Case blanche i4 vide · Case noire j4 vide · Case noire a3 vide · Case blanche b3 vide · Case noire c3 vide · Case blanche d3 vide · Case noire e3 vide · Case blanche f3 vide · Case noire g3 vide · Case blanche h3 vide · Case noire i3 vide · Case blanche j3 vide · Pion blanc sur case blanche a2 · Pion blanc sur case noire b2 · Pion blanc sur case blanche c2 · Pion blanc sur case noire d2 · Pion blanc sur case blanche e2 · Pion blanc sur case noire f2 · Pion blanc sur case blanche g2 · Pion blanc sur case noire h2 · Pion blanc sur case blanche i2 · Pion blanc sur case noire j2 · Tour blanche sur case noire a1 · Princesse blanche sur case blanche b1 · Cavalier blanc sur case noire c1 · Fou blanc sur case blanche d1 · Roi blanc sur case noire e1 · Dame blanche sur case blanche f1 · Fou blanc sur case noire g1 · Cavalier blanc sur case blanche h1 · Princesse blanche sur case noire i1 · Tour blanche sur case blanche j1 | Tour noire sur case blanche a8 · Princesse noire sur case noire b8 · Cavalier noir sur case blanche c8 · Fou noir sur case noire d8 · Roi noir sur case blanche e8 · Dame noire sur case noire f8 · Fou noir sur case blanche g8 · Cavalier noir sur case noire h8 · Princesse noire sur case blanche i8 · Tour noire sur case noire j8 · Pion noir sur case noire a7 · Pion noir sur case blanche b7 · Pion noir sur case noire c7 · Pion noir sur case blanche d7 · Pion noir sur case noire e7 · Pion noir sur case blanche f7 · Pion noir sur case noire g7 · Pion noir sur case blanche h7 · Pion noir sur case noire i7 · Pion noir sur case blanche j7 · Case blanche a6 vide · Case noire b6 vide · Case blanche c6 vide · Case noire d6 vide · Case blanche e6 vide · Case noire f6 vide · Case blanche g6 vide · Case noire h6 vide · Case blanche i6 vide · Case noire j6 vide · Case noire a5 vide · Case blanche b5 vide · Case noire c5 vide · Case blanche d5 vide · Case noire e5 vide · Case blanche f5 vide · Case noire g5 vide · Case blanche h5 vide · Case noire i5 vide · Case blanche j5 vide · Case blanche a4 vide · Case noire b4 vide · Case blanche c4 vide · Case noire d4 vide · Case blanche e4 vide · Case noire f4 vide · Case blanche g4 vide · Case noire h4 vide · Case blanche i4 vide · Case noire j4 vide · Case noire a3 vide · Case blanche b3 vide · Case noire c3 vide · Case blanche d3 vide · Case noire e3 vide · Case blanche f3 vide · Case noire g3 vide · Case blanche h3 vide · Case noire i3 vide · Case blanche j3 vide · Pion blanc sur case blanche a2 · Pion blanc sur case noire b2 · Pion blanc sur case blanche c2 · Pion blanc sur case noire d2 · Pion blanc sur case blanche e2 · Pion blanc sur case noire f2 · Pion blanc sur case blanche g2 · Pion blanc sur case noire h2 · Pion blanc sur case blanche i2 · Pion blanc sur case noire j2 · Tour blanche sur case noire a1 · Princesse blanche sur case blanche b1 · Cavalier blanc sur case noire c1 · Fou blanc sur case blanche d1 · Roi blanc sur case noire e1 · Dame blanche sur case blanche f1 · Fou blanc sur case noire g1 · Cavalier blanc sur case blanche h1 · Princesse blanche sur case noire i1 · Tour blanche sur case blanche j1 | Tour noire sur case blanche a8 · Princesse noire sur case noire b8 · Cavalier noir sur case blanche c8 · Fou noir sur case noire d8 · Roi noir sur case blanche e8 · Dame noire sur case noire f8 · Fou noir sur case blanche g8 · Cavalier noir sur case noire h8 · Princesse noire sur case blanche i8 · Tour noire sur case noire j8 · Pion noir sur case noire a7 · Pion noir sur case blanche b7 · Pion noir sur case noire c7 · Pion noir sur case blanche d7 · Pion noir sur case noire e7 · Pion noir sur case blanche f7 · Pion noir sur case noire g7 · Pion noir sur case blanche h7 · Pion noir sur case noire i7 · Pion noir sur case blanche j7 · Case blanche a6 vide · Case noire b6 vide · Case blanche c6 vide · Case noire d6 vide · Case blanche e6 vide · Case noire f6 vide · Case blanche g6 vide · Case noire h6 vide · Case blanche i6 vide · Case noire j6 vide · Case noire a5 vide · Case blanche b5 vide · Case noire c5 vide · Case blanche d5 vide · Case noire e5 vide · Case blanche f5 vide · Case noire g5 vide · Case blanche h5 vide · Case noire i5 vide · Case blanche j5 vide · Case blanche a4 vide · Case noire b4 vide · Case blanche c4 vide · Case noire d4 vide · Case blanche e4 vide · Case noire f4 vide · Case blanche g4 vide · Case noire h4 vide · Case blanche i4 vide · Case noire j4 vide · Case noire a3 vide · Case blanche b3 vide · Case noire c3 vide · Case blanche d3 vide · Case noire e3 vide · Case blanche f3 vide · Case noire g3 vide · Case blanche h3 vide · Case noire i3 vide · Case blanche j3 vide · Pion blanc sur case blanche a2 · Pion blanc sur case noire b2 · Pion blanc sur case blanche c2 · Pion blanc sur case noire d2 · Pion blanc sur case blanche e2 · Pion blanc sur case noire f2 · Pion blanc sur case blanche g2 · Pion blanc sur case noire h2 · Pion blanc sur case blanche i2 · Pion blanc sur case noire j2 · Tour blanche sur case noire a1 · Princesse blanche sur case blanche b1 · Cavalier blanc sur case noire c1 · Fou blanc sur case blanche d1 · Roi blanc sur case noire e1 · Dame blanche sur case blanche f1 · Fou blanc sur case noire g1 · Cavalier blanc sur case blanche h1 · Princesse blanche sur case noire i1 · Tour blanche sur case blanche j1 | Tour noire sur case blanche a8 · Princesse noire sur case noire b8 · Cavalier noir sur case blanche c8 · Fou noir sur case noire d8 · Roi noir sur case blanche e8 · Dame noire sur case noire f8 · Fou noir sur case blanche g8 · Cavalier noir sur case noire h8 · Princesse noire sur case blanche i8 · Tour noire sur case noire j8 · Pion noir sur case noire a7 · Pion noir sur case blanche b7 · Pion noir sur case noire c7 · Pion noir sur case blanche d7 · Pion noir sur case noire e7 · Pion noir sur case blanche f7 · Pion noir sur case noire g7 · Pion noir sur case blanche h7 · Pion noir sur case noire i7 · Pion noir sur case blanche j7 · Case blanche a6 vide · Case noire b6 vide · Case blanche c6 vide · Case noire d6 vide · Case blanche e6 vide · Case noire f6 vide · Case blanche g6 vide · Case noire h6 vide · Case blanche i6 vide · Case noire j6 vide · Case noire a5 vide · Case blanche b5 vide · Case noire c5 vide · Case blanche d5 vide · Case noire e5 vide · Case blanche f5 vide · Case noire g5 vide · Case blanche h5 vide · Case noire i5 vide · Case blanche j5 vide · Case blanche a4 vide · Case noire b4 vide · Case blanche c4 vide · Case noire d4 vide · Case blanche e4 vide · Case noire f4 vide · Case blanche g4 vide · Case noire h4 vide · Case blanche i4 vide · Case noire j4 vide · Case noire a3 vide · Case blanche b3 vide · Case noire c3 vide · Case blanche d3 vide · Case noire e3 vide · Case blanche f3 vide · Case noire g3 vide · Case blanche h3 vide · Case noire i3 vide · Case blanche j3 vide · Pion blanc sur case blanche a2 · Pion blanc sur case noire b2 · Pion blanc sur case blanche c2 · Pion blanc sur case noire d2 · Pion blanc sur case blanche e2 · Pion blanc sur case noire f2 · Pion blanc sur case blanche g2 · Pion blanc sur case noire h2 · Pion blanc sur case blanche i2 · Pion blanc sur case noire j2 · Tour blanche sur case noire a1 · Princesse blanche sur case blanche b1 · Cavalier blanc sur case noire c1 · Fou blanc sur case blanche d1 · Roi blanc sur case noire e1 · Dame blanche sur case blanche f1 · Fou blanc sur case noire g1 · Cavalier blanc sur case blanche h1 · Princesse blanche sur case noire i1 · Tour blanche sur case blanche j1 | Tour noire sur case blanche a8 · Princesse noire sur case noire b8 · Cavalier noir sur case blanche c8 · Fou noir sur case noire d8 · Roi noir sur case blanche e8 · Dame noire sur case noire f8 · Fou noir sur case blanche g8 · Cavalier noir sur case noire h8 · Princesse noire sur case blanche i8 · Tour noire sur case noire j8 · Pion noir sur case noire a7 · Pion noir sur case blanche b7 · Pion noir sur case noire c7 · Pion noir sur case blanche d7 · Pion noir sur case noire e7 · Pion noir sur case blanche f7 · Pion noir sur case noire g7 · Pion noir sur case blanche h7 · Pion noir sur case noire i7 · Pion noir sur case blanche j7 · Case blanche a6 vide · Case noire b6 vide · Case blanche c6 vide · Case noire d6 vide · Case blanche e6 vide · Case noire f6 vide · Case blanche g6 vide · Case noire h6 vide · Case blanche i6 vide · Case noire j6 vide · Case noire a5 vide · Case blanche b5 vide · Case noire c5 vide · Case blanche d5 vide · Case noire e5 vide · Case blanche f5 vide · Case noire g5 vide · Case blanche h5 vide · Case noire i5 vide · Case blanche j5 vide · Case blanche a4 vide · Case noire b4 vide · Case blanche c4 vide · Case noire d4 vide · Case blanche e4 vide · Case noire f4 vide · Case blanche g4 vide · Case noire h4 vide · Case blanche i4 vide · Case noire j4 vide · Case noire a3 vide · Case blanche b3 vide · Case noire c3 vide · Case blanche d3 vide · Case noire e3 vide · Case blanche f3 vide · Case noire g3 vide · Case blanche h3 vide · Case noire i3 vide · Case blanche j3 vide · Pion blanc sur case blanche a2 · Pion blanc sur case noire b2 · Pion blanc sur case blanche c2 · Pion blanc sur case noire d2 · Pion blanc sur case blanche e2 · Pion blanc sur case noire f2 · Pion blanc sur case blanche g2 · Pion blanc sur case noire h2 · Pion blanc sur case blanche i2 · Pion blanc sur case noire j2 · Tour blanche sur case noire a1 · Princesse blanche sur case blanche b1 · Cavalier blanc sur case noire c1 · Fou blanc sur case blanche d1 · Roi blanc sur case noire e1 · Dame blanche sur case blanche f1 · Fou blanc sur case noire g1 · Cavalier blanc sur case blanche h1 · Princesse blanche sur case noire i1 · Tour blanche sur case blanche j1 | Tour noire sur case blanche a8 · Princesse noire sur case noire b8 · Cavalier noir sur case blanche c8 · Fou noir sur case noire d8 · Roi noir sur case blanche e8 · Dame noire sur case noire f8 · Fou noir sur case blanche g8 · Cavalier noir sur case noire h8 · Princesse noire sur case blanche i8 · Tour noire sur case noire j8 · Pion noir sur case noire a7 · Pion noir sur case blanche b7 · Pion noir sur case noire c7 · Pion noir sur case blanche d7 · Pion noir sur case noire e7 · Pion noir sur case blanche f7 · Pion noir sur case noire g7 · Pion noir sur case blanche h7 · Pion noir sur case noire i7 · Pion noir sur case blanche j7 · Case blanche a6 vide · Case noire b6 vide · Case blanche c6 vide · Case noire d6 vide · Case blanche e6 vide · Case noire f6 vide · Case blanche g6 vide · Case noire h6 vide · Case blanche i6 vide · Case noire j6 vide · Case noire a5 vide · Case blanche b5 vide · Case noire c5 vide · Case blanche d5 vide · Case noire e5 vide · Case blanche f5 vide · Case noire g5 vide · Case blanche h5 vide · Case noire i5 vide · Case blanche j5 vide · Case blanche a4 vide · Case noire b4 vide · Case blanche c4 vide · Case noire d4 vide · Case blanche e4 vide · Case noire f4 vide · Case blanche g4 vide · Case noire h4 vide · Case blanche i4 vide · Case noire j4 vide · Case noire a3 vide · Case blanche b3 vide · Case noire c3 vide · Case blanche d3 vide · Case noire e3 vide · Case blanche f3 vide · Case noire g3 vide · Case blanche h3 vide · Case noire i3 vide · Case blanche j3 vide · Pion blanc sur case blanche a2 · Pion blanc sur case noire b2 · Pion blanc sur case blanche c2 · Pion blanc sur case noire d2 · Pion blanc sur case blanche e2 · Pion blanc sur case noire f2 · Pion blanc sur case blanche g2 · Pion blanc sur case noire h2 · Pion blanc sur case blanche i2 · Pion blanc sur case noire j2 · Tour blanche sur case noire a1 · Princesse blanche sur case blanche b1 · Cavalier blanc sur case noire c1 · Fou blanc sur case blanche d1 · Roi blanc sur case noire e1 · Dame blanche sur case blanche f1 · Fou blanc sur case noire g1 · Cavalier blanc sur case blanche h1 · Princesse blanche sur case noire i1 · Tour blanche sur case blanche j1 | 8 |
| 7 | Tour noire sur case blanche a8 · Princesse noire sur case noire b8 · Cavalier noir sur case blanche c8 · Fou noir sur case noire d8 · Roi noir sur case blanche e8 · Dame noire sur case noire f8 · Fou noir sur case blanche g8 · Cavalier noir sur case noire h8 · Princesse noire sur case blanche i8 · Tour noire sur case noire j8 · Pion noir sur case noire a7 · Pion noir sur case blanche b7 · Pion noir sur case noire c7 · Pion noir sur case blanche d7 · Pion noir sur case noire e7 · Pion noir sur case blanche f7 · Pion noir sur case noire g7 · Pion noir sur case blanche h7 · Pion noir sur case noire i7 · Pion noir sur case blanche j7 · Case blanche a6 vide · Case noire b6 vide · Case blanche c6 vide · Case noire d6 vide · Case blanche e6 vide · Case noire f6 vide · Case blanche g6 vide · Case noire h6 vide · Case blanche i6 vide · Case noire j6 vide · Case noire a5 vide · Case blanche b5 vide · Case noire c5 vide · Case blanche d5 vide · Case noire e5 vide · Case blanche f5 vide · Case noire g5 vide · Case blanche h5 vide · Case noire i5 vide · Case blanche j5 vide · Case blanche a4 vide · Case noire b4 vide · Case blanche c4 vide · Case noire d4 vide · Case blanche e4 vide · Case noire f4 vide · Case blanche g4 vide · Case noire h4 vide · Case blanche i4 vide · Case noire j4 vide · Case noire a3 vide · Case blanche b3 vide · Case noire c3 vide · Case blanche d3 vide · Case noire e3 vide · Case blanche f3 vide · Case noire g3 vide · Case blanche h3 vide · Case noire i3 vide · Case blanche j3 vide · Pion blanc sur case blanche a2 · Pion blanc sur case noire b2 · Pion blanc sur case blanche c2 · Pion blanc sur case noire d2 · Pion blanc sur case blanche e2 · Pion blanc sur case noire f2 · Pion blanc sur case blanche g2 · Pion blanc sur case noire h2 · Pion blanc sur case blanche i2 · Pion blanc sur case noire j2 · Tour blanche sur case noire a1 · Princesse blanche sur case blanche b1 · Cavalier blanc sur case noire c1 · Fou blanc sur case blanche d1 · Roi blanc sur case noire e1 · Dame blanche sur case blanche f1 · Fou blanc sur case noire g1 · Cavalier blanc sur case blanche h1 · Princesse blanche sur case noire i1 · Tour blanche sur case blanche j1 | Tour noire sur case blanche a8 · Princesse noire sur case noire b8 · Cavalier noir sur case blanche c8 · Fou noir sur case noire d8 · Roi noir sur case blanche e8 · Dame noire sur case noire f8 · Fou noir sur case blanche g8 · Cavalier noir sur case noire h8 · Princesse noire sur case blanche i8 · Tour noire sur case noire j8 · Pion noir sur case noire a7 · Pion noir sur case blanche b7 · Pion noir sur case noire c7 · Pion noir sur case blanche d7 · Pion noir sur case noire e7 · Pion noir sur case blanche f7 · Pion noir sur case noire g7 · Pion noir sur case blanche h7 · Pion noir sur case noire i7 · Pion noir sur case blanche j7 · Case blanche a6 vide · Case noire b6 vide · Case blanche c6 vide · Case noire d6 vide · Case blanche e6 vide · Case noire f6 vide · Case blanche g6 vide · Case noire h6 vide · Case blanche i6 vide · Case noire j6 vide · Case noire a5 vide · Case blanche b5 vide · Case noire c5 vide · Case blanche d5 vide · Case noire e5 vide · Case blanche f5 vide · Case noire g5 vide · Case blanche h5 vide · Case noire i5 vide · Case blanche j5 vide · Case blanche a4 vide · Case noire b4 vide · Case blanche c4 vide · Case noire d4 vide · Case blanche e4 vide · Case noire f4 vide · Case blanche g4 vide · Case noire h4 vide · Case blanche i4 vide · Case noire j4 vide · Case noire a3 vide · Case blanche b3 vide · Case noire c3 vide · Case blanche d3 vide · Case noire e3 vide · Case blanche f3 vide · Case noire g3 vide · Case blanche h3 vide · Case noire i3 vide · Case blanche j3 vide · Pion blanc sur case blanche a2 · Pion blanc sur case noire b2 · Pion blanc sur case blanche c2 · Pion blanc sur case noire d2 · Pion blanc sur case blanche e2 · Pion blanc sur case noire f2 · Pion blanc sur case blanche g2 · Pion blanc sur case noire h2 · Pion blanc sur case blanche i2 · Pion blanc sur case noire j2 · Tour blanche sur case noire a1 · Princesse blanche sur case blanche b1 · Cavalier blanc sur case noire c1 · Fou blanc sur case blanche d1 · Roi blanc sur case noire e1 · Dame blanche sur case blanche f1 · Fou blanc sur case noire g1 · Cavalier blanc sur case blanche h1 · Princesse blanche sur case noire i1 · Tour blanche sur case blanche j1 | Tour noire sur case blanche a8 · Princesse noire sur case noire b8 · Cavalier noir sur case blanche c8 · Fou noir sur case noire d8 · Roi noir sur case blanche e8 · Dame noire sur case noire f8 · Fou noir sur case blanche g8 · Cavalier noir sur case noire h8 · Princesse noire sur case blanche i8 · Tour noire sur case noire j8 · Pion noir sur case noire a7 · Pion noir sur case blanche b7 · Pion noir sur case noire c7 · Pion noir sur case blanche d7 · Pion noir sur case noire e7 · Pion noir sur case blanche f7 · Pion noir sur case noire g7 · Pion noir sur case blanche h7 · Pion noir sur case noire i7 · Pion noir sur case blanche j7 · Case blanche a6 vide · Case noire b6 vide · Case blanche c6 vide · Case noire d6 vide · Case blanche e6 vide · Case noire f6 vide · Case blanche g6 vide · Case noire h6 vide · Case blanche i6 vide · Case noire j6 vide · Case noire a5 vide · Case blanche b5 vide · Case noire c5 vide · Case blanche d5 vide · Case noire e5 vide · Case blanche f5 vide · Case noire g5 vide · Case blanche h5 vide · Case noire i5 vide · Case blanche j5 vide · Case blanche a4 vide · Case noire b4 vide · Case blanche c4 vide · Case noire d4 vide · Case blanche e4 vide · Case noire f4 vide · Case blanche g4 vide · Case noire h4 vide · Case blanche i4 vide · Case noire j4 vide · Case noire a3 vide · Case blanche b3 vide · Case noire c3 vide · Case blanche d3 vide · Case noire e3 vide · Case blanche f3 vide · Case noire g3 vide · Case blanche h3 vide · Case noire i3 vide · Case blanche j3 vide · Pion blanc sur case blanche a2 · Pion blanc sur case noire b2 · Pion blanc sur case blanche c2 · Pion blanc sur case noire d2 · Pion blanc sur case blanche e2 · Pion blanc sur case noire f2 · Pion blanc sur case blanche g2 · Pion blanc sur case noire h2 · Pion blanc sur case blanche i2 · Pion blanc sur case noire j2 · Tour blanche sur case noire a1 · Princesse blanche sur case blanche b1 · Cavalier blanc sur case noire c1 · Fou blanc sur case blanche d1 · Roi blanc sur case noire e1 · Dame blanche sur case blanche f1 · Fou blanc sur case noire g1 · Cavalier blanc sur case blanche h1 · Princesse blanche sur case noire i1 · Tour blanche sur case blanche j1 | Tour noire sur case blanche a8 · Princesse noire sur case noire b8 · Cavalier noir sur case blanche c8 · Fou noir sur case noire d8 · Roi noir sur case blanche e8 · Dame noire sur case noire f8 · Fou noir sur case blanche g8 · Cavalier noir sur case noire h8 · Princesse noire sur case blanche i8 · Tour noire sur case noire j8 · Pion noir sur case noire a7 · Pion noir sur case blanche b7 · Pion noir sur case noire c7 · Pion noir sur case blanche d7 · Pion noir sur case noire e7 · Pion noir sur case blanche f7 · Pion noir sur case noire g7 · Pion noir sur case blanche h7 · Pion noir sur case noire i7 · Pion noir sur case blanche j7 · Case blanche a6 vide · Case noire b6 vide · Case blanche c6 vide · Case noire d6 vide · Case blanche e6 vide · Case noire f6 vide · Case blanche g6 vide · Case noire h6 vide · Case blanche i6 vide · Case noire j6 vide · Case noire a5 vide · Case blanche b5 vide · Case noire c5 vide · Case blanche d5 vide · Case noire e5 vide · Case blanche f5 vide · Case noire g5 vide · Case blanche h5 vide · Case noire i5 vide · Case blanche j5 vide · Case blanche a4 vide · Case noire b4 vide · Case blanche c4 vide · Case noire d4 vide · Case blanche e4 vide · Case noire f4 vide · Case blanche g4 vide · Case noire h4 vide · Case blanche i4 vide · Case noire j4 vide · Case noire a3 vide · Case blanche b3 vide · Case noire c3 vide · Case blanche d3 vide · Case noire e3 vide · Case blanche f3 vide · Case noire g3 vide · Case blanche h3 vide · Case noire i3 vide · Case blanche j3 vide · Pion blanc sur case blanche a2 · Pion blanc sur case noire b2 · Pion blanc sur case blanche c2 · Pion blanc sur case noire d2 · Pion blanc sur case blanche e2 · Pion blanc sur case noire f2 · Pion blanc sur case blanche g2 · Pion blanc sur case noire h2 · Pion blanc sur case blanche i2 · Pion blanc sur case noire j2 · Tour blanche sur case noire a1 · Princesse blanche sur case blanche b1 · Cavalier blanc sur case noire c1 · Fou blanc sur case blanche d1 · Roi blanc sur case noire e1 · Dame blanche sur case blanche f1 · Fou blanc sur case noire g1 · Cavalier blanc sur case blanche h1 · Princesse blanche sur case noire i1 · Tour blanche sur case blanche j1 | Tour noire sur case blanche a8 · Princesse noire sur case noire b8 · Cavalier noir sur case blanche c8 · Fou noir sur case noire d8 · Roi noir sur case blanche e8 · Dame noire sur case noire f8 · Fou noir sur case blanche g8 · Cavalier noir sur case noire h8 · Princesse noire sur case blanche i8 · Tour noire sur case noire j8 · Pion noir sur case noire a7 · Pion noir sur case blanche b7 · Pion noir sur case noire c7 · Pion noir sur case blanche d7 · Pion noir sur case noire e7 · Pion noir sur case blanche f7 · Pion noir sur case noire g7 · Pion noir sur case blanche h7 · Pion noir sur case noire i7 · Pion noir sur case blanche j7 · Case blanche a6 vide · Case noire b6 vide · Case blanche c6 vide · Case noire d6 vide · Case blanche e6 vide · Case noire f6 vide · Case blanche g6 vide · Case noire h6 vide · Case blanche i6 vide · Case noire j6 vide · Case noire a5 vide · Case blanche b5 vide · Case noire c5 vide · Case blanche d5 vide · Case noire e5 vide · Case blanche f5 vide · Case noire g5 vide · Case blanche h5 vide · Case noire i5 vide · Case blanche j5 vide · Case blanche a4 vide · Case noire b4 vide · Case blanche c4 vide · Case noire d4 vide · Case blanche e4 vide · Case noire f4 vide · Case blanche g4 vide · Case noire h4 vide · Case blanche i4 vide · Case noire j4 vide · Case noire a3 vide · Case blanche b3 vide · Case noire c3 vide · Case blanche d3 vide · Case noire e3 vide · Case blanche f3 vide · Case noire g3 vide · Case blanche h3 vide · Case noire i3 vide · Case blanche j3 vide · Pion blanc sur case blanche a2 · Pion blanc sur case noire b2 · Pion blanc sur case blanche c2 · Pion blanc sur case noire d2 · Pion blanc sur case blanche e2 · Pion blanc sur case noire f2 · Pion blanc sur case blanche g2 · Pion blanc sur case noire h2 · Pion blanc sur case blanche i2 · Pion blanc sur case noire j2 · Tour blanche sur case noire a1 · Princesse blanche sur case blanche b1 · Cavalier blanc sur case noire c1 · Fou blanc sur case blanche d1 · Roi blanc sur case noire e1 · Dame blanche sur case blanche f1 · Fou blanc sur case noire g1 · Cavalier blanc sur case blanche h1 · Princesse blanche sur case noire i1 · Tour blanche sur case blanche j1 | Tour noire sur case blanche a8 · Princesse noire sur case noire b8 · Cavalier noir sur case blanche c8 · Fou noir sur case noire d8 · Roi noir sur case blanche e8 · Dame noire sur case noire f8 · Fou noir sur case blanche g8 · Cavalier noir sur case noire h8 · Princesse noire sur case blanche i8 · Tour noire sur case noire j8 · Pion noir sur case noire a7 · Pion noir sur case blanche b7 · Pion noir sur case noire c7 · Pion noir sur case blanche d7 · Pion noir sur case noire e7 · Pion noir sur case blanche f7 · Pion noir sur case noire g7 · Pion noir sur case blanche h7 · Pion noir sur case noire i7 · Pion noir sur case blanche j7 · Case blanche a6 vide · Case noire b6 vide · Case blanche c6 vide · Case noire d6 vide · Case blanche e6 vide · Case noire f6 vide · Case blanche g6 vide · Case noire h6 vide · Case blanche i6 vide · Case noire j6 vide · Case noire a5 vide · Case blanche b5 vide · Case noire c5 vide · Case blanche d5 vide · Case noire e5 vide · Case blanche f5 vide · Case noire g5 vide · Case blanche h5 vide · Case noire i5 vide · Case blanche j5 vide · Case blanche a4 vide · Case noire b4 vide · Case blanche c4 vide · Case noire d4 vide · Case blanche e4 vide · Case noire f4 vide · Case blanche g4 vide · Case noire h4 vide · Case blanche i4 vide · Case noire j4 vide · Case noire a3 vide · Case blanche b3 vide · Case noire c3 vide · Case blanche d3 vide · Case noire e3 vide · Case blanche f3 vide · Case noire g3 vide · Case blanche h3 vide · Case noire i3 vide · Case blanche j3 vide · Pion blanc sur case blanche a2 · Pion blanc sur case noire b2 · Pion blanc sur case blanche c2 · Pion blanc sur case noire d2 · Pion blanc sur case blanche e2 · Pion blanc sur case noire f2 · Pion blanc sur case blanche g2 · Pion blanc sur case noire h2 · Pion blanc sur case blanche i2 · Pion blanc sur case noire j2 · Tour blanche sur case noire a1 · Princesse blanche sur case blanche b1 · Cavalier blanc sur case noire c1 · Fou blanc sur case blanche d1 · Roi blanc sur case noire e1 · Dame blanche sur case blanche f1 · Fou blanc sur case noire g1 · Cavalier blanc sur case blanche h1 · Princesse blanche sur case noire i1 · Tour blanche sur case blanche j1 | Tour noire sur case blanche a8 · Princesse noire sur case noire b8 · Cavalier noir sur case blanche c8 · Fou noir sur case noire d8 · Roi noir sur case blanche e8 · Dame noire sur case noire f8 · Fou noir sur case blanche g8 · Cavalier noir sur case noire h8 · Princesse noire sur case blanche i8 · Tour noire sur case noire j8 · Pion noir sur case noire a7 · Pion noir sur case blanche b7 · Pion noir sur case noire c7 · Pion noir sur case blanche d7 · Pion noir sur case noire e7 · Pion noir sur case blanche f7 · Pion noir sur case noire g7 · Pion noir sur case blanche h7 · Pion noir sur case noire i7 · Pion noir sur case blanche j7 · Case blanche a6 vide · Case noire b6 vide · Case blanche c6 vide · Case noire d6 vide · Case blanche e6 vide · Case noire f6 vide · Case blanche g6 vide · Case noire h6 vide · Case blanche i6 vide · Case noire j6 vide · Case noire a5 vide · Case blanche b5 vide · Case noire c5 vide · Case blanche d5 vide · Case noire e5 vide · Case blanche f5 vide · Case noire g5 vide · Case blanche h5 vide · Case noire i5 vide · Case blanche j5 vide · Case blanche a4 vide · Case noire b4 vide · Case blanche c4 vide · Case noire d4 vide · Case blanche e4 vide · Case noire f4 vide · Case blanche g4 vide · Case noire h4 vide · Case blanche i4 vide · Case noire j4 vide · Case noire a3 vide · Case blanche b3 vide · Case noire c3 vide · Case blanche d3 vide · Case noire e3 vide · Case blanche f3 vide · Case noire g3 vide · Case blanche h3 vide · Case noire i3 vide · Case blanche j3 vide · Pion blanc sur case blanche a2 · Pion blanc sur case noire b2 · Pion blanc sur case blanche c2 · Pion blanc sur case noire d2 · Pion blanc sur case blanche e2 · Pion blanc sur case noire f2 · Pion blanc sur case blanche g2 · Pion blanc sur case noire h2 · Pion blanc sur case blanche i2 · Pion blanc sur case noire j2 · Tour blanche sur case noire a1 · Princesse blanche sur case blanche b1 · Cavalier blanc sur case noire c1 · Fou blanc sur case blanche d1 · Roi blanc sur case noire e1 · Dame blanche sur case blanche f1 · Fou blanc sur case noire g1 · Cavalier blanc sur case blanche h1 · Princesse blanche sur case noire i1 · Tour blanche sur case blanche j1 | Tour noire sur case blanche a8 · Princesse noire sur case noire b8 · Cavalier noir sur case blanche c8 · Fou noir sur case noire d8 · Roi noir sur case blanche e8 · Dame noire sur case noire f8 · Fou noir sur case blanche g8 · Cavalier noir sur case noire h8 · Princesse noire sur case blanche i8 · Tour noire sur case noire j8 · Pion noir sur case noire a7 · Pion noir sur case blanche b7 · Pion noir sur case noire c7 · Pion noir sur case blanche d7 · Pion noir sur case noire e7 · Pion noir sur case blanche f7 · Pion noir sur case noire g7 · Pion noir sur case blanche h7 · Pion noir sur case noire i7 · Pion noir sur case blanche j7 · Case blanche a6 vide · Case noire b6 vide · Case blanche c6 vide · Case noire d6 vide · Case blanche e6 vide · Case noire f6 vide · Case blanche g6 vide · Case noire h6 vide · Case blanche i6 vide · Case noire j6 vide · Case noire a5 vide · Case blanche b5 vide · Case noire c5 vide · Case blanche d5 vide · Case noire e5 vide · Case blanche f5 vide · Case noire g5 vide · Case blanche h5 vide · Case noire i5 vide · Case blanche j5 vide · Case blanche a4 vide · Case noire b4 vide · Case blanche c4 vide · Case noire d4 vide · Case blanche e4 vide · Case noire f4 vide · Case blanche g4 vide · Case noire h4 vide · Case blanche i4 vide · Case noire j4 vide · Case noire a3 vide · Case blanche b3 vide · Case noire c3 vide · Case blanche d3 vide · Case noire e3 vide · Case blanche f3 vide · Case noire g3 vide · Case blanche h3 vide · Case noire i3 vide · Case blanche j3 vide · Pion blanc sur case blanche a2 · Pion blanc sur case noire b2 · Pion blanc sur case blanche c2 · Pion blanc sur case noire d2 · Pion blanc sur case blanche e2 · Pion blanc sur case noire f2 · Pion blanc sur case blanche g2 · Pion blanc sur case noire h2 · Pion blanc sur case blanche i2 · Pion blanc sur case noire j2 · Tour blanche sur case noire a1 · Princesse blanche sur case blanche b1 · Cavalier blanc sur case noire c1 · Fou blanc sur case blanche d1 · Roi blanc sur case noire e1 · Dame blanche sur case blanche f1 · Fou blanc sur case noire g1 · Cavalier blanc sur case blanche h1 · Princesse blanche sur case noire i1 · Tour blanche sur case blanche j1 | Tour noire sur case blanche a8 · Princesse noire sur case noire b8 · Cavalier noir sur case blanche c8 · Fou noir sur case noire d8 · Roi noir sur case blanche e8 · Dame noire sur case noire f8 · Fou noir sur case blanche g8 · Cavalier noir sur case noire h8 · Princesse noire sur case blanche i8 · Tour noire sur case noire j8 · Pion noir sur case noire a7 · Pion noir sur case blanche b7 · Pion noir sur case noire c7 · Pion noir sur case blanche d7 · Pion noir sur case noire e7 · Pion noir sur case blanche f7 · Pion noir sur case noire g7 · Pion noir sur case blanche h7 · Pion noir sur case noire i7 · Pion noir sur case blanche j7 · Case blanche a6 vide · Case noire b6 vide · Case blanche c6 vide · Case noire d6 vide · Case blanche e6 vide · Case noire f6 vide · Case blanche g6 vide · Case noire h6 vide · Case blanche i6 vide · Case noire j6 vide · Case noire a5 vide · Case blanche b5 vide · Case noire c5 vide · Case blanche d5 vide · Case noire e5 vide · Case blanche f5 vide · Case noire g5 vide · Case blanche h5 vide · Case noire i5 vide · Case blanche j5 vide · Case blanche a4 vide · Case noire b4 vide · Case blanche c4 vide · Case noire d4 vide · Case blanche e4 vide · Case noire f4 vide · Case blanche g4 vide · Case noire h4 vide · Case blanche i4 vide · Case noire j4 vide · Case noire a3 vide · Case blanche b3 vide · Case noire c3 vide · Case blanche d3 vide · Case noire e3 vide · Case blanche f3 vide · Case noire g3 vide · Case blanche h3 vide · Case noire i3 vide · Case blanche j3 vide · Pion blanc sur case blanche a2 · Pion blanc sur case noire b2 · Pion blanc sur case blanche c2 · Pion blanc sur case noire d2 · Pion blanc sur case blanche e2 · Pion blanc sur case noire f2 · Pion blanc sur case blanche g2 · Pion blanc sur case noire h2 · Pion blanc sur case blanche i2 · Pion blanc sur case noire j2 · Tour blanche sur case noire a1 · Princesse blanche sur case blanche b1 · Cavalier blanc sur case noire c1 · Fou blanc sur case blanche d1 · Roi blanc sur case noire e1 · Dame blanche sur case blanche f1 · Fou blanc sur case noire g1 · Cavalier blanc sur case blanche h1 · Princesse blanche sur case noire i1 · Tour blanche sur case blanche j1 | Tour noire sur case blanche a8 · Princesse noire sur case noire b8 · Cavalier noir sur case blanche c8 · Fou noir sur case noire d8 · Roi noir sur case blanche e8 · Dame noire sur case noire f8 · Fou noir sur case blanche g8 · Cavalier noir sur case noire h8 · Princesse noire sur case blanche i8 · Tour noire sur case noire j8 · Pion noir sur case noire a7 · Pion noir sur case blanche b7 · Pion noir sur case noire c7 · Pion noir sur case blanche d7 · Pion noir sur case noire e7 · Pion noir sur case blanche f7 · Pion noir sur case noire g7 · Pion noir sur case blanche h7 · Pion noir sur case noire i7 · Pion noir sur case blanche j7 · Case blanche a6 vide · Case noire b6 vide · Case blanche c6 vide · Case noire d6 vide · Case blanche e6 vide · Case noire f6 vide · Case blanche g6 vide · Case noire h6 vide · Case blanche i6 vide · Case noire j6 vide · Case noire a5 vide · Case blanche b5 vide · Case noire c5 vide · Case blanche d5 vide · Case noire e5 vide · Case blanche f5 vide · Case noire g5 vide · Case blanche h5 vide · Case noire i5 vide · Case blanche j5 vide · Case blanche a4 vide · Case noire b4 vide · Case blanche c4 vide · Case noire d4 vide · Case blanche e4 vide · Case noire f4 vide · Case blanche g4 vide · Case noire h4 vide · Case blanche i4 vide · Case noire j4 vide · Case noire a3 vide · Case blanche b3 vide · Case noire c3 vide · Case blanche d3 vide · Case noire e3 vide · Case blanche f3 vide · Case noire g3 vide · Case blanche h3 vide · Case noire i3 vide · Case blanche j3 vide · Pion blanc sur case blanche a2 · Pion blanc sur case noire b2 · Pion blanc sur case blanche c2 · Pion blanc sur case noire d2 · Pion blanc sur case blanche e2 · Pion blanc sur case noire f2 · Pion blanc sur case blanche g2 · Pion blanc sur case noire h2 · Pion blanc sur case blanche i2 · Pion blanc sur case noire j2 · Tour blanche sur case noire a1 · Princesse blanche sur case blanche b1 · Cavalier blanc sur case noire c1 · Fou blanc sur case blanche d1 · Roi blanc sur case noire e1 · Dame blanche sur case blanche f1 · Fou blanc sur case noire g1 · Cavalier blanc sur case blanche h1 · Princesse blanche sur case noire i1 · Tour blanche sur case blanche j1 | 7 |
| 6 | Tour noire sur case blanche a8 · Princesse noire sur case noire b8 · Cavalier noir sur case blanche c8 · Fou noir sur case noire d8 · Roi noir sur case blanche e8 · Dame noire sur case noire f8 · Fou noir sur case blanche g8 · Cavalier noir sur case noire h8 · Princesse noire sur case blanche i8 · Tour noire sur case noire j8 · Pion noir sur case noire a7 · Pion noir sur case blanche b7 · Pion noir sur case noire c7 · Pion noir sur case blanche d7 · Pion noir sur case noire e7 · Pion noir sur case blanche f7 · Pion noir sur case noire g7 · Pion noir sur case blanche h7 · Pion noir sur case noire i7 · Pion noir sur case blanche j7 · Case blanche a6 vide · Case noire b6 vide · Case blanche c6 vide · Case noire d6 vide · Case blanche e6 vide · Case noire f6 vide · Case blanche g6 vide · Case noire h6 vide · Case blanche i6 vide · Case noire j6 vide · Case noire a5 vide · Case blanche b5 vide · Case noire c5 vide · Case blanche d5 vide · Case noire e5 vide · Case blanche f5 vide · Case noire g5 vide · Case blanche h5 vide · Case noire i5 vide · Case blanche j5 vide · Case blanche a4 vide · Case noire b4 vide · Case blanche c4 vide · Case noire d4 vide · Case blanche e4 vide · Case noire f4 vide · Case blanche g4 vide · Case noire h4 vide · Case blanche i4 vide · Case noire j4 vide · Case noire a3 vide · Case blanche b3 vide · Case noire c3 vide · Case blanche d3 vide · Case noire e3 vide · Case blanche f3 vide · Case noire g3 vide · Case blanche h3 vide · Case noire i3 vide · Case blanche j3 vide · Pion blanc sur case blanche a2 · Pion blanc sur case noire b2 · Pion blanc sur case blanche c2 · Pion blanc sur case noire d2 · Pion blanc sur case blanche e2 · Pion blanc sur case noire f2 · Pion blanc sur case blanche g2 · Pion blanc sur case noire h2 · Pion blanc sur case blanche i2 · Pion blanc sur case noire j2 · Tour blanche sur case noire a1 · Princesse blanche sur case blanche b1 · Cavalier blanc sur case noire c1 · Fou blanc sur case blanche d1 · Roi blanc sur case noire e1 · Dame blanche sur case blanche f1 · Fou blanc sur case noire g1 · Cavalier blanc sur case blanche h1 · Princesse blanche sur case noire i1 · Tour blanche sur case blanche j1 | Tour noire sur case blanche a8 · Princesse noire sur case noire b8 · Cavalier noir sur case blanche c8 · Fou noir sur case noire d8 · Roi noir sur case blanche e8 · Dame noire sur case noire f8 · Fou noir sur case blanche g8 · Cavalier noir sur case noire h8 · Princesse noire sur case blanche i8 · Tour noire sur case noire j8 · Pion noir sur case noire a7 · Pion noir sur case blanche b7 · Pion noir sur case noire c7 · Pion noir sur case blanche d7 · Pion noir sur case noire e7 · Pion noir sur case blanche f7 · Pion noir sur case noire g7 · Pion noir sur case blanche h7 · Pion noir sur case noire i7 · Pion noir sur case blanche j7 · Case blanche a6 vide · Case noire b6 vide · Case blanche c6 vide · Case noire d6 vide · Case blanche e6 vide · Case noire f6 vide · Case blanche g6 vide · Case noire h6 vide · Case blanche i6 vide · Case noire j6 vide · Case noire a5 vide · Case blanche b5 vide · Case noire c5 vide · Case blanche d5 vide · Case noire e5 vide · Case blanche f5 vide · Case noire g5 vide · Case blanche h5 vide · Case noire i5 vide · Case blanche j5 vide · Case blanche a4 vide · Case noire b4 vide · Case blanche c4 vide · Case noire d4 vide · Case blanche e4 vide · Case noire f4 vide · Case blanche g4 vide · Case noire h4 vide · Case blanche i4 vide · Case noire j4 vide · Case noire a3 vide · Case blanche b3 vide · Case noire c3 vide · Case blanche d3 vide · Case noire e3 vide · Case blanche f3 vide · Case noire g3 vide · Case blanche h3 vide · Case noire i3 vide · Case blanche j3 vide · Pion blanc sur case blanche a2 · Pion blanc sur case noire b2 · Pion blanc sur case blanche c2 · Pion blanc sur case noire d2 · Pion blanc sur case blanche e2 · Pion blanc sur case noire f2 · Pion blanc sur case blanche g2 · Pion blanc sur case noire h2 · Pion blanc sur case blanche i2 · Pion blanc sur case noire j2 · Tour blanche sur case noire a1 · Princesse blanche sur case blanche b1 · Cavalier blanc sur case noire c1 · Fou blanc sur case blanche d1 · Roi blanc sur case noire e1 · Dame blanche sur case blanche f1 · Fou blanc sur case noire g1 · Cavalier blanc sur case blanche h1 · Princesse blanche sur case noire i1 · Tour blanche sur case blanche j1 | Tour noire sur case blanche a8 · Princesse noire sur case noire b8 · Cavalier noir sur case blanche c8 · Fou noir sur case noire d8 · Roi noir sur case blanche e8 · Dame noire sur case noire f8 · Fou noir sur case blanche g8 · Cavalier noir sur case noire h8 · Princesse noire sur case blanche i8 · Tour noire sur case noire j8 · Pion noir sur case noire a7 · Pion noir sur case blanche b7 · Pion noir sur case noire c7 · Pion noir sur case blanche d7 · Pion noir sur case noire e7 · Pion noir sur case blanche f7 · Pion noir sur case noire g7 · Pion noir sur case blanche h7 · Pion noir sur case noire i7 · Pion noir sur case blanche j7 · Case blanche a6 vide · Case noire b6 vide · Case blanche c6 vide · Case noire d6 vide · Case blanche e6 vide · Case noire f6 vide · Case blanche g6 vide · Case noire h6 vide · Case blanche i6 vide · Case noire j6 vide · Case noire a5 vide · Case blanche b5 vide · Case noire c5 vide · Case blanche d5 vide · Case noire e5 vide · Case blanche f5 vide · Case noire g5 vide · Case blanche h5 vide · Case noire i5 vide · Case blanche j5 vide · Case blanche a4 vide · Case noire b4 vide · Case blanche c4 vide · Case noire d4 vide · Case blanche e4 vide · Case noire f4 vide · Case blanche g4 vide · Case noire h4 vide · Case blanche i4 vide · Case noire j4 vide · Case noire a3 vide · Case blanche b3 vide · Case noire c3 vide · Case blanche d3 vide · Case noire e3 vide · Case blanche f3 vide · Case noire g3 vide · Case blanche h3 vide · Case noire i3 vide · Case blanche j3 vide · Pion blanc sur case blanche a2 · Pion blanc sur case noire b2 · Pion blanc sur case blanche c2 · Pion blanc sur case noire d2 · Pion blanc sur case blanche e2 · Pion blanc sur case noire f2 · Pion blanc sur case blanche g2 · Pion blanc sur case noire h2 · Pion blanc sur case blanche i2 · Pion blanc sur case noire j2 · Tour blanche sur case noire a1 · Princesse blanche sur case blanche b1 · Cavalier blanc sur case noire c1 · Fou blanc sur case blanche d1 · Roi blanc sur case noire e1 · Dame blanche sur case blanche f1 · Fou blanc sur case noire g1 · Cavalier blanc sur case blanche h1 · Princesse blanche sur case noire i1 · Tour blanche sur case blanche j1 | Tour noire sur case blanche a8 · Princesse noire sur case noire b8 · Cavalier noir sur case blanche c8 · Fou noir sur case noire d8 · Roi noir sur case blanche e8 · Dame noire sur case noire f8 · Fou noir sur case blanche g8 · Cavalier noir sur case noire h8 · Princesse noire sur case blanche i8 · Tour noire sur case noire j8 · Pion noir sur case noire a7 · Pion noir sur case blanche b7 · Pion noir sur case noire c7 · Pion noir sur case blanche d7 · Pion noir sur case noire e7 · Pion noir sur case blanche f7 · Pion noir sur case noire g7 · Pion noir sur case blanche h7 · Pion noir sur case noire i7 · Pion noir sur case blanche j7 · Case blanche a6 vide · Case noire b6 vide · Case blanche c6 vide · Case noire d6 vide · Case blanche e6 vide · Case noire f6 vide · Case blanche g6 vide · Case noire h6 vide · Case blanche i6 vide · Case noire j6 vide · Case noire a5 vide · Case blanche b5 vide · Case noire c5 vide · Case blanche d5 vide · Case noire e5 vide · Case blanche f5 vide · Case noire g5 vide · Case blanche h5 vide · Case noire i5 vide · Case blanche j5 vide · Case blanche a4 vide · Case noire b4 vide · Case blanche c4 vide · Case noire d4 vide · Case blanche e4 vide · Case noire f4 vide · Case blanche g4 vide · Case noire h4 vide · Case blanche i4 vide · Case noire j4 vide · Case noire a3 vide · Case blanche b3 vide · Case noire c3 vide · Case blanche d3 vide · Case noire e3 vide · Case blanche f3 vide · Case noire g3 vide · Case blanche h3 vide · Case noire i3 vide · Case blanche j3 vide · Pion blanc sur case blanche a2 · Pion blanc sur case noire b2 · Pion blanc sur case blanche c2 · Pion blanc sur case noire d2 · Pion blanc sur case blanche e2 · Pion blanc sur case noire f2 · Pion blanc sur case blanche g2 · Pion blanc sur case noire h2 · Pion blanc sur case blanche i2 · Pion blanc sur case noire j2 · Tour blanche sur case noire a1 · Princesse blanche sur case blanche b1 · Cavalier blanc sur case noire c1 · Fou blanc sur case blanche d1 · Roi blanc sur case noire e1 · Dame blanche sur case blanche f1 · Fou blanc sur case noire g1 · Cavalier blanc sur case blanche h1 · Princesse blanche sur case noire i1 · Tour blanche sur case blanche j1 | Tour noire sur case blanche a8 · Princesse noire sur case noire b8 · Cavalier noir sur case blanche c8 · Fou noir sur case noire d8 · Roi noir sur case blanche e8 · Dame noire sur case noire f8 · Fou noir sur case blanche g8 · Cavalier noir sur case noire h8 · Princesse noire sur case blanche i8 · Tour noire sur case noire j8 · Pion noir sur case noire a7 · Pion noir sur case blanche b7 · Pion noir sur case noire c7 · Pion noir sur case blanche d7 · Pion noir sur case noire e7 · Pion noir sur case blanche f7 · Pion noir sur case noire g7 · Pion noir sur case blanche h7 · Pion noir sur case noire i7 · Pion noir sur case blanche j7 · Case blanche a6 vide · Case noire b6 vide · Case blanche c6 vide · Case noire d6 vide · Case blanche e6 vide · Case noire f6 vide · Case blanche g6 vide · Case noire h6 vide · Case blanche i6 vide · Case noire j6 vide · Case noire a5 vide · Case blanche b5 vide · Case noire c5 vide · Case blanche d5 vide · Case noire e5 vide · Case blanche f5 vide · Case noire g5 vide · Case blanche h5 vide · Case noire i5 vide · Case blanche j5 vide · Case blanche a4 vide · Case noire b4 vide · Case blanche c4 vide · Case noire d4 vide · Case blanche e4 vide · Case noire f4 vide · Case blanche g4 vide · Case noire h4 vide · Case blanche i4 vide · Case noire j4 vide · Case noire a3 vide · Case blanche b3 vide · Case noire c3 vide · Case blanche d3 vide · Case noire e3 vide · Case blanche f3 vide · Case noire g3 vide · Case blanche h3 vide · Case noire i3 vide · Case blanche j3 vide · Pion blanc sur case blanche a2 · Pion blanc sur case noire b2 · Pion blanc sur case blanche c2 · Pion blanc sur case noire d2 · Pion blanc sur case blanche e2 · Pion blanc sur case noire f2 · Pion blanc sur case blanche g2 · Pion blanc sur case noire h2 · Pion blanc sur case blanche i2 · Pion blanc sur case noire j2 · Tour blanche sur case noire a1 · Princesse blanche sur case blanche b1 · Cavalier blanc sur case noire c1 · Fou blanc sur case blanche d1 · Roi blanc sur case noire e1 · Dame blanche sur case blanche f1 · Fou blanc sur case noire g1 · Cavalier blanc sur case blanche h1 · Princesse blanche sur case noire i1 · Tour blanche sur case blanche j1 | Tour noire sur case blanche a8 · Princesse noire sur case noire b8 · Cavalier noir sur case blanche c8 · Fou noir sur case noire d8 · Roi noir sur case blanche e8 · Dame noire sur case noire f8 · Fou noir sur case blanche g8 · Cavalier noir sur case noire h8 · Princesse noire sur case blanche i8 · Tour noire sur case noire j8 · Pion noir sur case noire a7 · Pion noir sur case blanche b7 · Pion noir sur case noire c7 · Pion noir sur case blanche d7 · Pion noir sur case noire e7 · Pion noir sur case blanche f7 · Pion noir sur case noire g7 · Pion noir sur case blanche h7 · Pion noir sur case noire i7 · Pion noir sur case blanche j7 · Case blanche a6 vide · Case noire b6 vide · Case blanche c6 vide · Case noire d6 vide · Case blanche e6 vide · Case noire f6 vide · Case blanche g6 vide · Case noire h6 vide · Case blanche i6 vide · Case noire j6 vide · Case noire a5 vide · Case blanche b5 vide · Case noire c5 vide · Case blanche d5 vide · Case noire e5 vide · Case blanche f5 vide · Case noire g5 vide · Case blanche h5 vide · Case noire i5 vide · Case blanche j5 vide · Case blanche a4 vide · Case noire b4 vide · Case blanche c4 vide · Case noire d4 vide · Case blanche e4 vide · Case noire f4 vide · Case blanche g4 vide · Case noire h4 vide · Case blanche i4 vide · Case noire j4 vide · Case noire a3 vide · Case blanche b3 vide · Case noire c3 vide · Case blanche d3 vide · Case noire e3 vide · Case blanche f3 vide · Case noire g3 vide · Case blanche h3 vide · Case noire i3 vide · Case blanche j3 vide · Pion blanc sur case blanche a2 · Pion blanc sur case noire b2 · Pion blanc sur case blanche c2 · Pion blanc sur case noire d2 · Pion blanc sur case blanche e2 · Pion blanc sur case noire f2 · Pion blanc sur case blanche g2 · Pion blanc sur case noire h2 · Pion blanc sur case blanche i2 · Pion blanc sur case noire j2 · Tour blanche sur case noire a1 · Princesse blanche sur case blanche b1 · Cavalier blanc sur case noire c1 · Fou blanc sur case blanche d1 · Roi blanc sur case noire e1 · Dame blanche sur case blanche f1 · Fou blanc sur case noire g1 · Cavalier blanc sur case blanche h1 · Princesse blanche sur case noire i1 · Tour blanche sur case blanche j1 | Tour noire sur case blanche a8 · Princesse noire sur case noire b8 · Cavalier noir sur case blanche c8 · Fou noir sur case noire d8 · Roi noir sur case blanche e8 · Dame noire sur case noire f8 · Fou noir sur case blanche g8 · Cavalier noir sur case noire h8 · Princesse noire sur case blanche i8 · Tour noire sur case noire j8 · Pion noir sur case noire a7 · Pion noir sur case blanche b7 · Pion noir sur case noire c7 · Pion noir sur case blanche d7 · Pion noir sur case noire e7 · Pion noir sur case blanche f7 · Pion noir sur case noire g7 · Pion noir sur case blanche h7 · Pion noir sur case noire i7 · Pion noir sur case blanche j7 · Case blanche a6 vide · Case noire b6 vide · Case blanche c6 vide · Case noire d6 vide · Case blanche e6 vide · Case noire f6 vide · Case blanche g6 vide · Case noire h6 vide · Case blanche i6 vide · Case noire j6 vide · Case noire a5 vide · Case blanche b5 vide · Case noire c5 vide · Case blanche d5 vide · Case noire e5 vide · Case blanche f5 vide · Case noire g5 vide · Case blanche h5 vide · Case noire i5 vide · Case blanche j5 vide · Case blanche a4 vide · Case noire b4 vide · Case blanche c4 vide · Case noire d4 vide · Case blanche e4 vide · Case noire f4 vide · Case blanche g4 vide · Case noire h4 vide · Case blanche i4 vide · Case noire j4 vide · Case noire a3 vide · Case blanche b3 vide · Case noire c3 vide · Case blanche d3 vide · Case noire e3 vide · Case blanche f3 vide · Case noire g3 vide · Case blanche h3 vide · Case noire i3 vide · Case blanche j3 vide · Pion blanc sur case blanche a2 · Pion blanc sur case noire b2 · Pion blanc sur case blanche c2 · Pion blanc sur case noire d2 · Pion blanc sur case blanche e2 · Pion blanc sur case noire f2 · Pion blanc sur case blanche g2 · Pion blanc sur case noire h2 · Pion blanc sur case blanche i2 · Pion blanc sur case noire j2 · Tour blanche sur case noire a1 · Princesse blanche sur case blanche b1 · Cavalier blanc sur case noire c1 · Fou blanc sur case blanche d1 · Roi blanc sur case noire e1 · Dame blanche sur case blanche f1 · Fou blanc sur case noire g1 · Cavalier blanc sur case blanche h1 · Princesse blanche sur case noire i1 · Tour blanche sur case blanche j1 | Tour noire sur case blanche a8 · Princesse noire sur case noire b8 · Cavalier noir sur case blanche c8 · Fou noir sur case noire d8 · Roi noir sur case blanche e8 · Dame noire sur case noire f8 · Fou noir sur case blanche g8 · Cavalier noir sur case noire h8 · Princesse noire sur case blanche i8 · Tour noire sur case noire j8 · Pion noir sur case noire a7 · Pion noir sur case blanche b7 · Pion noir sur case noire c7 · Pion noir sur case blanche d7 · Pion noir sur case noire e7 · Pion noir sur case blanche f7 · Pion noir sur case noire g7 · Pion noir sur case blanche h7 · Pion noir sur case noire i7 · Pion noir sur case blanche j7 · Case blanche a6 vide · Case noire b6 vide · Case blanche c6 vide · Case noire d6 vide · Case blanche e6 vide · Case noire f6 vide · Case blanche g6 vide · Case noire h6 vide · Case blanche i6 vide · Case noire j6 vide · Case noire a5 vide · Case blanche b5 vide · Case noire c5 vide · Case blanche d5 vide · Case noire e5 vide · Case blanche f5 vide · Case noire g5 vide · Case blanche h5 vide · Case noire i5 vide · Case blanche j5 vide · Case blanche a4 vide · Case noire b4 vide · Case blanche c4 vide · Case noire d4 vide · Case blanche e4 vide · Case noire f4 vide · Case blanche g4 vide · Case noire h4 vide · Case blanche i4 vide · Case noire j4 vide · Case noire a3 vide · Case blanche b3 vide · Case noire c3 vide · Case blanche d3 vide · Case noire e3 vide · Case blanche f3 vide · Case noire g3 vide · Case blanche h3 vide · Case noire i3 vide · Case blanche j3 vide · Pion blanc sur case blanche a2 · Pion blanc sur case noire b2 · Pion blanc sur case blanche c2 · Pion blanc sur case noire d2 · Pion blanc sur case blanche e2 · Pion blanc sur case noire f2 · Pion blanc sur case blanche g2 · Pion blanc sur case noire h2 · Pion blanc sur case blanche i2 · Pion blanc sur case noire j2 · Tour blanche sur case noire a1 · Princesse blanche sur case blanche b1 · Cavalier blanc sur case noire c1 · Fou blanc sur case blanche d1 · Roi blanc sur case noire e1 · Dame blanche sur case blanche f1 · Fou blanc sur case noire g1 · Cavalier blanc sur case blanche h1 · Princesse blanche sur case noire i1 · Tour blanche sur case blanche j1 | Tour noire sur case blanche a8 · Princesse noire sur case noire b8 · Cavalier noir sur case blanche c8 · Fou noir sur case noire d8 · Roi noir sur case blanche e8 · Dame noire sur case noire f8 · Fou noir sur case blanche g8 · Cavalier noir sur case noire h8 · Princesse noire sur case blanche i8 · Tour noire sur case noire j8 · Pion noir sur case noire a7 · Pion noir sur case blanche b7 · Pion noir sur case noire c7 · Pion noir sur case blanche d7 · Pion noir sur case noire e7 · Pion noir sur case blanche f7 · Pion noir sur case noire g7 · Pion noir sur case blanche h7 · Pion noir sur case noire i7 · Pion noir sur case blanche j7 · Case blanche a6 vide · Case noire b6 vide · Case blanche c6 vide · Case noire d6 vide · Case blanche e6 vide · Case noire f6 vide · Case blanche g6 vide · Case noire h6 vide · Case blanche i6 vide · Case noire j6 vide · Case noire a5 vide · Case blanche b5 vide · Case noire c5 vide · Case blanche d5 vide · Case noire e5 vide · Case blanche f5 vide · Case noire g5 vide · Case blanche h5 vide · Case noire i5 vide · Case blanche j5 vide · Case blanche a4 vide · Case noire b4 vide · Case blanche c4 vide · Case noire d4 vide · Case blanche e4 vide · Case noire f4 vide · Case blanche g4 vide · Case noire h4 vide · Case blanche i4 vide · Case noire j4 vide · Case noire a3 vide · Case blanche b3 vide · Case noire c3 vide · Case blanche d3 vide · Case noire e3 vide · Case blanche f3 vide · Case noire g3 vide · Case blanche h3 vide · Case noire i3 vide · Case blanche j3 vide · Pion blanc sur case blanche a2 · Pion blanc sur case noire b2 · Pion blanc sur case blanche c2 · Pion blanc sur case noire d2 · Pion blanc sur case blanche e2 · Pion blanc sur case noire f2 · Pion blanc sur case blanche g2 · Pion blanc sur case noire h2 · Pion blanc sur case blanche i2 · Pion blanc sur case noire j2 · Tour blanche sur case noire a1 · Princesse blanche sur case blanche b1 · Cavalier blanc sur case noire c1 · Fou blanc sur case blanche d1 · Roi blanc sur case noire e1 · Dame blanche sur case blanche f1 · Fou blanc sur case noire g1 · Cavalier blanc sur case blanche h1 · Princesse blanche sur case noire i1 · Tour blanche sur case blanche j1 | Tour noire sur case blanche a8 · Princesse noire sur case noire b8 · Cavalier noir sur case blanche c8 · Fou noir sur case noire d8 · Roi noir sur case blanche e8 · Dame noire sur case noire f8 · Fou noir sur case blanche g8 · Cavalier noir sur case noire h8 · Princesse noire sur case blanche i8 · Tour noire sur case noire j8 · Pion noir sur case noire a7 · Pion noir sur case blanche b7 · Pion noir sur case noire c7 · Pion noir sur case blanche d7 · Pion noir sur case noire e7 · Pion noir sur case blanche f7 · Pion noir sur case noire g7 · Pion noir sur case blanche h7 · Pion noir sur case noire i7 · Pion noir sur case blanche j7 · Case blanche a6 vide · Case noire b6 vide · Case blanche c6 vide · Case noire d6 vide · Case blanche e6 vide · Case noire f6 vide · Case blanche g6 vide · Case noire h6 vide · Case blanche i6 vide · Case noire j6 vide · Case noire a5 vide · Case blanche b5 vide · Case noire c5 vide · Case blanche d5 vide · Case noire e5 vide · Case blanche f5 vide · Case noire g5 vide · Case blanche h5 vide · Case noire i5 vide · Case blanche j5 vide · Case blanche a4 vide · Case noire b4 vide · Case blanche c4 vide · Case noire d4 vide · Case blanche e4 vide · Case noire f4 vide · Case blanche g4 vide · Case noire h4 vide · Case blanche i4 vide · Case noire j4 vide · Case noire a3 vide · Case blanche b3 vide · Case noire c3 vide · Case blanche d3 vide · Case noire e3 vide · Case blanche f3 vide · Case noire g3 vide · Case blanche h3 vide · Case noire i3 vide · Case blanche j3 vide · Pion blanc sur case blanche a2 · Pion blanc sur case noire b2 · Pion blanc sur case blanche c2 · Pion blanc sur case noire d2 · Pion blanc sur case blanche e2 · Pion blanc sur case noire f2 · Pion blanc sur case blanche g2 · Pion blanc sur case noire h2 · Pion blanc sur case blanche i2 · Pion blanc sur case noire j2 · Tour blanche sur case noire a1 · Princesse blanche sur case blanche b1 · Cavalier blanc sur case noire c1 · Fou blanc sur case blanche d1 · Roi blanc sur case noire e1 · Dame blanche sur case blanche f1 · Fou blanc sur case noire g1 · Cavalier blanc sur case blanche h1 · Princesse blanche sur case noire i1 · Tour blanche sur case blanche j1 | 6 |
| 5 | Tour noire sur case blanche a8 · Princesse noire sur case noire b8 · Cavalier noir sur case blanche c8 · Fou noir sur case noire d8 · Roi noir sur case blanche e8 · Dame noire sur case noire f8 · Fou noir sur case blanche g8 · Cavalier noir sur case noire h8 · Princesse noire sur case blanche i8 · Tour noire sur case noire j8 · Pion noir sur case noire a7 · Pion noir sur case blanche b7 · Pion noir sur case noire c7 · Pion noir sur case blanche d7 · Pion noir sur case noire e7 · Pion noir sur case blanche f7 · Pion noir sur case noire g7 · Pion noir sur case blanche h7 · Pion noir sur case noire i7 · Pion noir sur case blanche j7 · Case blanche a6 vide · Case noire b6 vide · Case blanche c6 vide · Case noire d6 vide · Case blanche e6 vide · Case noire f6 vide · Case blanche g6 vide · Case noire h6 vide · Case blanche i6 vide · Case noire j6 vide · Case noire a5 vide · Case blanche b5 vide · Case noire c5 vide · Case blanche d5 vide · Case noire e5 vide · Case blanche f5 vide · Case noire g5 vide · Case blanche h5 vide · Case noire i5 vide · Case blanche j5 vide · Case blanche a4 vide · Case noire b4 vide · Case blanche c4 vide · Case noire d4 vide · Case blanche e4 vide · Case noire f4 vide · Case blanche g4 vide · Case noire h4 vide · Case blanche i4 vide · Case noire j4 vide · Case noire a3 vide · Case blanche b3 vide · Case noire c3 vide · Case blanche d3 vide · Case noire e3 vide · Case blanche f3 vide · Case noire g3 vide · Case blanche h3 vide · Case noire i3 vide · Case blanche j3 vide · Pion blanc sur case blanche a2 · Pion blanc sur case noire b2 · Pion blanc sur case blanche c2 · Pion blanc sur case noire d2 · Pion blanc sur case blanche e2 · Pion blanc sur case noire f2 · Pion blanc sur case blanche g2 · Pion blanc sur case noire h2 · Pion blanc sur case blanche i2 · Pion blanc sur case noire j2 · Tour blanche sur case noire a1 · Princesse blanche sur case blanche b1 · Cavalier blanc sur case noire c1 · Fou blanc sur case blanche d1 · Roi blanc sur case noire e1 · Dame blanche sur case blanche f1 · Fou blanc sur case noire g1 · Cavalier blanc sur case blanche h1 · Princesse blanche sur case noire i1 · Tour blanche sur case blanche j1 | Tour noire sur case blanche a8 · Princesse noire sur case noire b8 · Cavalier noir sur case blanche c8 · Fou noir sur case noire d8 · Roi noir sur case blanche e8 · Dame noire sur case noire f8 · Fou noir sur case blanche g8 · Cavalier noir sur case noire h8 · Princesse noire sur case blanche i8 · Tour noire sur case noire j8 · Pion noir sur case noire a7 · Pion noir sur case blanche b7 · Pion noir sur case noire c7 · Pion noir sur case blanche d7 · Pion noir sur case noire e7 · Pion noir sur case blanche f7 · Pion noir sur case noire g7 · Pion noir sur case blanche h7 · Pion noir sur case noire i7 · Pion noir sur case blanche j7 · Case blanche a6 vide · Case noire b6 vide · Case blanche c6 vide · Case noire d6 vide · Case blanche e6 vide · Case noire f6 vide · Case blanche g6 vide · Case noire h6 vide · Case blanche i6 vide · Case noire j6 vide · Case noire a5 vide · Case blanche b5 vide · Case noire c5 vide · Case blanche d5 vide · Case noire e5 vide · Case blanche f5 vide · Case noire g5 vide · Case blanche h5 vide · Case noire i5 vide · Case blanche j5 vide · Case blanche a4 vide · Case noire b4 vide · Case blanche c4 vide · Case noire d4 vide · Case blanche e4 vide · Case noire f4 vide · Case blanche g4 vide · Case noire h4 vide · Case blanche i4 vide · Case noire j4 vide · Case noire a3 vide · Case blanche b3 vide · Case noire c3 vide · Case blanche d3 vide · Case noire e3 vide · Case blanche f3 vide · Case noire g3 vide · Case blanche h3 vide · Case noire i3 vide · Case blanche j3 vide · Pion blanc sur case blanche a2 · Pion blanc sur case noire b2 · Pion blanc sur case blanche c2 · Pion blanc sur case noire d2 · Pion blanc sur case blanche e2 · Pion blanc sur case noire f2 · Pion blanc sur case blanche g2 · Pion blanc sur case noire h2 · Pion blanc sur case blanche i2 · Pion blanc sur case noire j2 · Tour blanche sur case noire a1 · Princesse blanche sur case blanche b1 · Cavalier blanc sur case noire c1 · Fou blanc sur case blanche d1 · Roi blanc sur case noire e1 · Dame blanche sur case blanche f1 · Fou blanc sur case noire g1 · Cavalier blanc sur case blanche h1 · Princesse blanche sur case noire i1 · Tour blanche sur case blanche j1 | Tour noire sur case blanche a8 · Princesse noire sur case noire b8 · Cavalier noir sur case blanche c8 · Fou noir sur case noire d8 · Roi noir sur case blanche e8 · Dame noire sur case noire f8 · Fou noir sur case blanche g8 · Cavalier noir sur case noire h8 · Princesse noire sur case blanche i8 · Tour noire sur case noire j8 · Pion noir sur case noire a7 · Pion noir sur case blanche b7 · Pion noir sur case noire c7 · Pion noir sur case blanche d7 · Pion noir sur case noire e7 · Pion noir sur case blanche f7 · Pion noir sur case noire g7 · Pion noir sur case blanche h7 · Pion noir sur case noire i7 · Pion noir sur case blanche j7 · Case blanche a6 vide · Case noire b6 vide · Case blanche c6 vide · Case noire d6 vide · Case blanche e6 vide · Case noire f6 vide · Case blanche g6 vide · Case noire h6 vide · Case blanche i6 vide · Case noire j6 vide · Case noire a5 vide · Case blanche b5 vide · Case noire c5 vide · Case blanche d5 vide · Case noire e5 vide · Case blanche f5 vide · Case noire g5 vide · Case blanche h5 vide · Case noire i5 vide · Case blanche j5 vide · Case blanche a4 vide · Case noire b4 vide · Case blanche c4 vide · Case noire d4 vide · Case blanche e4 vide · Case noire f4 vide · Case blanche g4 vide · Case noire h4 vide · Case blanche i4 vide · Case noire j4 vide · Case noire a3 vide · Case blanche b3 vide · Case noire c3 vide · Case blanche d3 vide · Case noire e3 vide · Case blanche f3 vide · Case noire g3 vide · Case blanche h3 vide · Case noire i3 vide · Case blanche j3 vide · Pion blanc sur case blanche a2 · Pion blanc sur case noire b2 · Pion blanc sur case blanche c2 · Pion blanc sur case noire d2 · Pion blanc sur case blanche e2 · Pion blanc sur case noire f2 · Pion blanc sur case blanche g2 · Pion blanc sur case noire h2 · Pion blanc sur case blanche i2 · Pion blanc sur case noire j2 · Tour blanche sur case noire a1 · Princesse blanche sur case blanche b1 · Cavalier blanc sur case noire c1 · Fou blanc sur case blanche d1 · Roi blanc sur case noire e1 · Dame blanche sur case blanche f1 · Fou blanc sur case noire g1 · Cavalier blanc sur case blanche h1 · Princesse blanche sur case noire i1 · Tour blanche sur case blanche j1 | Tour noire sur case blanche a8 · Princesse noire sur case noire b8 · Cavalier noir sur case blanche c8 · Fou noir sur case noire d8 · Roi noir sur case blanche e8 · Dame noire sur case noire f8 · Fou noir sur case blanche g8 · Cavalier noir sur case noire h8 · Princesse noire sur case blanche i8 · Tour noire sur case noire j8 · Pion noir sur case noire a7 · Pion noir sur case blanche b7 · Pion noir sur case noire c7 · Pion noir sur case blanche d7 · Pion noir sur case noire e7 · Pion noir sur case blanche f7 · Pion noir sur case noire g7 · Pion noir sur case blanche h7 · Pion noir sur case noire i7 · Pion noir sur case blanche j7 · Case blanche a6 vide · Case noire b6 vide · Case blanche c6 vide · Case noire d6 vide · Case blanche e6 vide · Case noire f6 vide · Case blanche g6 vide · Case noire h6 vide · Case blanche i6 vide · Case noire j6 vide · Case noire a5 vide · Case blanche b5 vide · Case noire c5 vide · Case blanche d5 vide · Case noire e5 vide · Case blanche f5 vide · Case noire g5 vide · Case blanche h5 vide · Case noire i5 vide · Case blanche j5 vide · Case blanche a4 vide · Case noire b4 vide · Case blanche c4 vide · Case noire d4 vide · Case blanche e4 vide · Case noire f4 vide · Case blanche g4 vide · Case noire h4 vide · Case blanche i4 vide · Case noire j4 vide · Case noire a3 vide · Case blanche b3 vide · Case noire c3 vide · Case blanche d3 vide · Case noire e3 vide · Case blanche f3 vide · Case noire g3 vide · Case blanche h3 vide · Case noire i3 vide · Case blanche j3 vide · Pion blanc sur case blanche a2 · Pion blanc sur case noire b2 · Pion blanc sur case blanche c2 · Pion blanc sur case noire d2 · Pion blanc sur case blanche e2 · Pion blanc sur case noire f2 · Pion blanc sur case blanche g2 · Pion blanc sur case noire h2 · Pion blanc sur case blanche i2 · Pion blanc sur case noire j2 · Tour blanche sur case noire a1 · Princesse blanche sur case blanche b1 · Cavalier blanc sur case noire c1 · Fou blanc sur case blanche d1 · Roi blanc sur case noire e1 · Dame blanche sur case blanche f1 · Fou blanc sur case noire g1 · Cavalier blanc sur case blanche h1 · Princesse blanche sur case noire i1 · Tour blanche sur case blanche j1 | Tour noire sur case blanche a8 · Princesse noire sur case noire b8 · Cavalier noir sur case blanche c8 · Fou noir sur case noire d8 · Roi noir sur case blanche e8 · Dame noire sur case noire f8 · Fou noir sur case blanche g8 · Cavalier noir sur case noire h8 · Princesse noire sur case blanche i8 · Tour noire sur case noire j8 · Pion noir sur case noire a7 · Pion noir sur case blanche b7 · Pion noir sur case noire c7 · Pion noir sur case blanche d7 · Pion noir sur case noire e7 · Pion noir sur case blanche f7 · Pion noir sur case noire g7 · Pion noir sur case blanche h7 · Pion noir sur case noire i7 · Pion noir sur case blanche j7 · Case blanche a6 vide · Case noire b6 vide · Case blanche c6 vide · Case noire d6 vide · Case blanche e6 vide · Case noire f6 vide · Case blanche g6 vide · Case noire h6 vide · Case blanche i6 vide · Case noire j6 vide · Case noire a5 vide · Case blanche b5 vide · Case noire c5 vide · Case blanche d5 vide · Case noire e5 vide · Case blanche f5 vide · Case noire g5 vide · Case blanche h5 vide · Case noire i5 vide · Case blanche j5 vide · Case blanche a4 vide · Case noire b4 vide · Case blanche c4 vide · Case noire d4 vide · Case blanche e4 vide · Case noire f4 vide · Case blanche g4 vide · Case noire h4 vide · Case blanche i4 vide · Case noire j4 vide · Case noire a3 vide · Case blanche b3 vide · Case noire c3 vide · Case blanche d3 vide · Case noire e3 vide · Case blanche f3 vide · Case noire g3 vide · Case blanche h3 vide · Case noire i3 vide · Case blanche j3 vide · Pion blanc sur case blanche a2 · Pion blanc sur case noire b2 · Pion blanc sur case blanche c2 · Pion blanc sur case noire d2 · Pion blanc sur case blanche e2 · Pion blanc sur case noire f2 · Pion blanc sur case blanche g2 · Pion blanc sur case noire h2 · Pion blanc sur case blanche i2 · Pion blanc sur case noire j2 · Tour blanche sur case noire a1 · Princesse blanche sur case blanche b1 · Cavalier blanc sur case noire c1 · Fou blanc sur case blanche d1 · Roi blanc sur case noire e1 · Dame blanche sur case blanche f1 · Fou blanc sur case noire g1 · Cavalier blanc sur case blanche h1 · Princesse blanche sur case noire i1 · Tour blanche sur case blanche j1 | Tour noire sur case blanche a8 · Princesse noire sur case noire b8 · Cavalier noir sur case blanche c8 · Fou noir sur case noire d8 · Roi noir sur case blanche e8 · Dame noire sur case noire f8 · Fou noir sur case blanche g8 · Cavalier noir sur case noire h8 · Princesse noire sur case blanche i8 · Tour noire sur case noire j8 · Pion noir sur case noire a7 · Pion noir sur case blanche b7 · Pion noir sur case noire c7 · Pion noir sur case blanche d7 · Pion noir sur case noire e7 · Pion noir sur case blanche f7 · Pion noir sur case noire g7 · Pion noir sur case blanche h7 · Pion noir sur case noire i7 · Pion noir sur case blanche j7 · Case blanche a6 vide · Case noire b6 vide · Case blanche c6 vide · Case noire d6 vide · Case blanche e6 vide · Case noire f6 vide · Case blanche g6 vide · Case noire h6 vide · Case blanche i6 vide · Case noire j6 vide · Case noire a5 vide · Case blanche b5 vide · Case noire c5 vide · Case blanche d5 vide · Case noire e5 vide · Case blanche f5 vide · Case noire g5 vide · Case blanche h5 vide · Case noire i5 vide · Case blanche j5 vide · Case blanche a4 vide · Case noire b4 vide · Case blanche c4 vide · Case noire d4 vide · Case blanche e4 vide · Case noire f4 vide · Case blanche g4 vide · Case noire h4 vide · Case blanche i4 vide · Case noire j4 vide · Case noire a3 vide · Case blanche b3 vide · Case noire c3 vide · Case blanche d3 vide · Case noire e3 vide · Case blanche f3 vide · Case noire g3 vide · Case blanche h3 vide · Case noire i3 vide · Case blanche j3 vide · Pion blanc sur case blanche a2 · Pion blanc sur case noire b2 · Pion blanc sur case blanche c2 · Pion blanc sur case noire d2 · Pion blanc sur case blanche e2 · Pion blanc sur case noire f2 · Pion blanc sur case blanche g2 · Pion blanc sur case noire h2 · Pion blanc sur case blanche i2 · Pion blanc sur case noire j2 · Tour blanche sur case noire a1 · Princesse blanche sur case blanche b1 · Cavalier blanc sur case noire c1 · Fou blanc sur case blanche d1 · Roi blanc sur case noire e1 · Dame blanche sur case blanche f1 · Fou blanc sur case noire g1 · Cavalier blanc sur case blanche h1 · Princesse blanche sur case noire i1 · Tour blanche sur case blanche j1 | Tour noire sur case blanche a8 · Princesse noire sur case noire b8 · Cavalier noir sur case blanche c8 · Fou noir sur case noire d8 · Roi noir sur case blanche e8 · Dame noire sur case noire f8 · Fou noir sur case blanche g8 · Cavalier noir sur case noire h8 · Princesse noire sur case blanche i8 · Tour noire sur case noire j8 · Pion noir sur case noire a7 · Pion noir sur case blanche b7 · Pion noir sur case noire c7 · Pion noir sur case blanche d7 · Pion noir sur case noire e7 · Pion noir sur case blanche f7 · Pion noir sur case noire g7 · Pion noir sur case blanche h7 · Pion noir sur case noire i7 · Pion noir sur case blanche j7 · Case blanche a6 vide · Case noire b6 vide · Case blanche c6 vide · Case noire d6 vide · Case blanche e6 vide · Case noire f6 vide · Case blanche g6 vide · Case noire h6 vide · Case blanche i6 vide · Case noire j6 vide · Case noire a5 vide · Case blanche b5 vide · Case noire c5 vide · Case blanche d5 vide · Case noire e5 vide · Case blanche f5 vide · Case noire g5 vide · Case blanche h5 vide · Case noire i5 vide · Case blanche j5 vide · Case blanche a4 vide · Case noire b4 vide · Case blanche c4 vide · Case noire d4 vide · Case blanche e4 vide · Case noire f4 vide · Case blanche g4 vide · Case noire h4 vide · Case blanche i4 vide · Case noire j4 vide · Case noire a3 vide · Case blanche b3 vide · Case noire c3 vide · Case blanche d3 vide · Case noire e3 vide · Case blanche f3 vide · Case noire g3 vide · Case blanche h3 vide · Case noire i3 vide · Case blanche j3 vide · Pion blanc sur case blanche a2 · Pion blanc sur case noire b2 · Pion blanc sur case blanche c2 · Pion blanc sur case noire d2 · Pion blanc sur case blanche e2 · Pion blanc sur case noire f2 · Pion blanc sur case blanche g2 · Pion blanc sur case noire h2 · Pion blanc sur case blanche i2 · Pion blanc sur case noire j2 · Tour blanche sur case noire a1 · Princesse blanche sur case blanche b1 · Cavalier blanc sur case noire c1 · Fou blanc sur case blanche d1 · Roi blanc sur case noire e1 · Dame blanche sur case blanche f1 · Fou blanc sur case noire g1 · Cavalier blanc sur case blanche h1 · Princesse blanche sur case noire i1 · Tour blanche sur case blanche j1 | Tour noire sur case blanche a8 · Princesse noire sur case noire b8 · Cavalier noir sur case blanche c8 · Fou noir sur case noire d8 · Roi noir sur case blanche e8 · Dame noire sur case noire f8 · Fou noir sur case blanche g8 · Cavalier noir sur case noire h8 · Princesse noire sur case blanche i8 · Tour noire sur case noire j8 · Pion noir sur case noire a7 · Pion noir sur case blanche b7 · Pion noir sur case noire c7 · Pion noir sur case blanche d7 · Pion noir sur case noire e7 · Pion noir sur case blanche f7 · Pion noir sur case noire g7 · Pion noir sur case blanche h7 · Pion noir sur case noire i7 · Pion noir sur case blanche j7 · Case blanche a6 vide · Case noire b6 vide · Case blanche c6 vide · Case noire d6 vide · Case blanche e6 vide · Case noire f6 vide · Case blanche g6 vide · Case noire h6 vide · Case blanche i6 vide · Case noire j6 vide · Case noire a5 vide · Case blanche b5 vide · Case noire c5 vide · Case blanche d5 vide · Case noire e5 vide · Case blanche f5 vide · Case noire g5 vide · Case blanche h5 vide · Case noire i5 vide · Case blanche j5 vide · Case blanche a4 vide · Case noire b4 vide · Case blanche c4 vide · Case noire d4 vide · Case blanche e4 vide · Case noire f4 vide · Case blanche g4 vide · Case noire h4 vide · Case blanche i4 vide · Case noire j4 vide · Case noire a3 vide · Case blanche b3 vide · Case noire c3 vide · Case blanche d3 vide · Case noire e3 vide · Case blanche f3 vide · Case noire g3 vide · Case blanche h3 vide · Case noire i3 vide · Case blanche j3 vide · Pion blanc sur case blanche a2 · Pion blanc sur case noire b2 · Pion blanc sur case blanche c2 · Pion blanc sur case noire d2 · Pion blanc sur case blanche e2 · Pion blanc sur case noire f2 · Pion blanc sur case blanche g2 · Pion blanc sur case noire h2 · Pion blanc sur case blanche i2 · Pion blanc sur case noire j2 · Tour blanche sur case noire a1 · Princesse blanche sur case blanche b1 · Cavalier blanc sur case noire c1 · Fou blanc sur case blanche d1 · Roi blanc sur case noire e1 · Dame blanche sur case blanche f1 · Fou blanc sur case noire g1 · Cavalier blanc sur case blanche h1 · Princesse blanche sur case noire i1 · Tour blanche sur case blanche j1 | Tour noire sur case blanche a8 · Princesse noire sur case noire b8 · Cavalier noir sur case blanche c8 · Fou noir sur case noire d8 · Roi noir sur case blanche e8 · Dame noire sur case noire f8 · Fou noir sur case blanche g8 · Cavalier noir sur case noire h8 · Princesse noire sur case blanche i8 · Tour noire sur case noire j8 · Pion noir sur case noire a7 · Pion noir sur case blanche b7 · Pion noir sur case noire c7 · Pion noir sur case blanche d7 · Pion noir sur case noire e7 · Pion noir sur case blanche f7 · Pion noir sur case noire g7 · Pion noir sur case blanche h7 · Pion noir sur case noire i7 · Pion noir sur case blanche j7 · Case blanche a6 vide · Case noire b6 vide · Case blanche c6 vide · Case noire d6 vide · Case blanche e6 vide · Case noire f6 vide · Case blanche g6 vide · Case noire h6 vide · Case blanche i6 vide · Case noire j6 vide · Case noire a5 vide · Case blanche b5 vide · Case noire c5 vide · Case blanche d5 vide · Case noire e5 vide · Case blanche f5 vide · Case noire g5 vide · Case blanche h5 vide · Case noire i5 vide · Case blanche j5 vide · Case blanche a4 vide · Case noire b4 vide · Case blanche c4 vide · Case noire d4 vide · Case blanche e4 vide · Case noire f4 vide · Case blanche g4 vide · Case noire h4 vide · Case blanche i4 vide · Case noire j4 vide · Case noire a3 vide · Case blanche b3 vide · Case noire c3 vide · Case blanche d3 vide · Case noire e3 vide · Case blanche f3 vide · Case noire g3 vide · Case blanche h3 vide · Case noire i3 vide · Case blanche j3 vide · Pion blanc sur case blanche a2 · Pion blanc sur case noire b2 · Pion blanc sur case blanche c2 · Pion blanc sur case noire d2 · Pion blanc sur case blanche e2 · Pion blanc sur case noire f2 · Pion blanc sur case blanche g2 · Pion blanc sur case noire h2 · Pion blanc sur case blanche i2 · Pion blanc sur case noire j2 · Tour blanche sur case noire a1 · Princesse blanche sur case blanche b1 · Cavalier blanc sur case noire c1 · Fou blanc sur case blanche d1 · Roi blanc sur case noire e1 · Dame blanche sur case blanche f1 · Fou blanc sur case noire g1 · Cavalier blanc sur case blanche h1 · Princesse blanche sur case noire i1 · Tour blanche sur case blanche j1 | Tour noire sur case blanche a8 · Princesse noire sur case noire b8 · Cavalier noir sur case blanche c8 · Fou noir sur case noire d8 · Roi noir sur case blanche e8 · Dame noire sur case noire f8 · Fou noir sur case blanche g8 · Cavalier noir sur case noire h8 · Princesse noire sur case blanche i8 · Tour noire sur case noire j8 · Pion noir sur case noire a7 · Pion noir sur case blanche b7 · Pion noir sur case noire c7 · Pion noir sur case blanche d7 · Pion noir sur case noire e7 · Pion noir sur case blanche f7 · Pion noir sur case noire g7 · Pion noir sur case blanche h7 · Pion noir sur case noire i7 · Pion noir sur case blanche j7 · Case blanche a6 vide · Case noire b6 vide · Case blanche c6 vide · Case noire d6 vide · Case blanche e6 vide · Case noire f6 vide · Case blanche g6 vide · Case noire h6 vide · Case blanche i6 vide · Case noire j6 vide · Case noire a5 vide · Case blanche b5 vide · Case noire c5 vide · Case blanche d5 vide · Case noire e5 vide · Case blanche f5 vide · Case noire g5 vide · Case blanche h5 vide · Case noire i5 vide · Case blanche j5 vide · Case blanche a4 vide · Case noire b4 vide · Case blanche c4 vide · Case noire d4 vide · Case blanche e4 vide · Case noire f4 vide · Case blanche g4 vide · Case noire h4 vide · Case blanche i4 vide · Case noire j4 vide · Case noire a3 vide · Case blanche b3 vide · Case noire c3 vide · Case blanche d3 vide · Case noire e3 vide · Case blanche f3 vide · Case noire g3 vide · Case blanche h3 vide · Case noire i3 vide · Case blanche j3 vide · Pion blanc sur case blanche a2 · Pion blanc sur case noire b2 · Pion blanc sur case blanche c2 · Pion blanc sur case noire d2 · Pion blanc sur case blanche e2 · Pion blanc sur case noire f2 · Pion blanc sur case blanche g2 · Pion blanc sur case noire h2 · Pion blanc sur case blanche i2 · Pion blanc sur case noire j2 · Tour blanche sur case noire a1 · Princesse blanche sur case blanche b1 · Cavalier blanc sur case noire c1 · Fou blanc sur case blanche d1 · Roi blanc sur case noire e1 · Dame blanche sur case blanche f1 · Fou blanc sur case noire g1 · Cavalier blanc sur case blanche h1 · Princesse blanche sur case noire i1 · Tour blanche sur case blanche j1 | 5 |
| 4 | Tour noire sur case blanche a8 · Princesse noire sur case noire b8 · Cavalier noir sur case blanche c8 · Fou noir sur case noire d8 · Roi noir sur case blanche e8 · Dame noire sur case noire f8 · Fou noir sur case blanche g8 · Cavalier noir sur case noire h8 · Princesse noire sur case blanche i8 · Tour noire sur case noire j8 · Pion noir sur case noire a7 · Pion noir sur case blanche b7 · Pion noir sur case noire c7 · Pion noir sur case blanche d7 · Pion noir sur case noire e7 · Pion noir sur case blanche f7 · Pion noir sur case noire g7 · Pion noir sur case blanche h7 · Pion noir sur case noire i7 · Pion noir sur case blanche j7 · Case blanche a6 vide · Case noire b6 vide · Case blanche c6 vide · Case noire d6 vide · Case blanche e6 vide · Case noire f6 vide · Case blanche g6 vide · Case noire h6 vide · Case blanche i6 vide · Case noire j6 vide · Case noire a5 vide · Case blanche b5 vide · Case noire c5 vide · Case blanche d5 vide · Case noire e5 vide · Case blanche f5 vide · Case noire g5 vide · Case blanche h5 vide · Case noire i5 vide · Case blanche j5 vide · Case blanche a4 vide · Case noire b4 vide · Case blanche c4 vide · Case noire d4 vide · Case blanche e4 vide · Case noire f4 vide · Case blanche g4 vide · Case noire h4 vide · Case blanche i4 vide · Case noire j4 vide · Case noire a3 vide · Case blanche b3 vide · Case noire c3 vide · Case blanche d3 vide · Case noire e3 vide · Case blanche f3 vide · Case noire g3 vide · Case blanche h3 vide · Case noire i3 vide · Case blanche j3 vide · Pion blanc sur case blanche a2 · Pion blanc sur case noire b2 · Pion blanc sur case blanche c2 · Pion blanc sur case noire d2 · Pion blanc sur case blanche e2 · Pion blanc sur case noire f2 · Pion blanc sur case blanche g2 · Pion blanc sur case noire h2 · Pion blanc sur case blanche i2 · Pion blanc sur case noire j2 · Tour blanche sur case noire a1 · Princesse blanche sur case blanche b1 · Cavalier blanc sur case noire c1 · Fou blanc sur case blanche d1 · Roi blanc sur case noire e1 · Dame blanche sur case blanche f1 · Fou blanc sur case noire g1 · Cavalier blanc sur case blanche h1 · Princesse blanche sur case noire i1 · Tour blanche sur case blanche j1 | Tour noire sur case blanche a8 · Princesse noire sur case noire b8 · Cavalier noir sur case blanche c8 · Fou noir sur case noire d8 · Roi noir sur case blanche e8 · Dame noire sur case noire f8 · Fou noir sur case blanche g8 · Cavalier noir sur case noire h8 · Princesse noire sur case blanche i8 · Tour noire sur case noire j8 · Pion noir sur case noire a7 · Pion noir sur case blanche b7 · Pion noir sur case noire c7 · Pion noir sur case blanche d7 · Pion noir sur case noire e7 · Pion noir sur case blanche f7 · Pion noir sur case noire g7 · Pion noir sur case blanche h7 · Pion noir sur case noire i7 · Pion noir sur case blanche j7 · Case blanche a6 vide · Case noire b6 vide · Case blanche c6 vide · Case noire d6 vide · Case blanche e6 vide · Case noire f6 vide · Case blanche g6 vide · Case noire h6 vide · Case blanche i6 vide · Case noire j6 vide · Case noire a5 vide · Case blanche b5 vide · Case noire c5 vide · Case blanche d5 vide · Case noire e5 vide · Case blanche f5 vide · Case noire g5 vide · Case blanche h5 vide · Case noire i5 vide · Case blanche j5 vide · Case blanche a4 vide · Case noire b4 vide · Case blanche c4 vide · Case noire d4 vide · Case blanche e4 vide · Case noire f4 vide · Case blanche g4 vide · Case noire h4 vide · Case blanche i4 vide · Case noire j4 vide · Case noire a3 vide · Case blanche b3 vide · Case noire c3 vide · Case blanche d3 vide · Case noire e3 vide · Case blanche f3 vide · Case noire g3 vide · Case blanche h3 vide · Case noire i3 vide · Case blanche j3 vide · Pion blanc sur case blanche a2 · Pion blanc sur case noire b2 · Pion blanc sur case blanche c2 · Pion blanc sur case noire d2 · Pion blanc sur case blanche e2 · Pion blanc sur case noire f2 · Pion blanc sur case blanche g2 · Pion blanc sur case noire h2 · Pion blanc sur case blanche i2 · Pion blanc sur case noire j2 · Tour blanche sur case noire a1 · Princesse blanche sur case blanche b1 · Cavalier blanc sur case noire c1 · Fou blanc sur case blanche d1 · Roi blanc sur case noire e1 · Dame blanche sur case blanche f1 · Fou blanc sur case noire g1 · Cavalier blanc sur case blanche h1 · Princesse blanche sur case noire i1 · Tour blanche sur case blanche j1 | Tour noire sur case blanche a8 · Princesse noire sur case noire b8 · Cavalier noir sur case blanche c8 · Fou noir sur case noire d8 · Roi noir sur case blanche e8 · Dame noire sur case noire f8 · Fou noir sur case blanche g8 · Cavalier noir sur case noire h8 · Princesse noire sur case blanche i8 · Tour noire sur case noire j8 · Pion noir sur case noire a7 · Pion noir sur case blanche b7 · Pion noir sur case noire c7 · Pion noir sur case blanche d7 · Pion noir sur case noire e7 · Pion noir sur case blanche f7 · Pion noir sur case noire g7 · Pion noir sur case blanche h7 · Pion noir sur case noire i7 · Pion noir sur case blanche j7 · Case blanche a6 vide · Case noire b6 vide · Case blanche c6 vide · Case noire d6 vide · Case blanche e6 vide · Case noire f6 vide · Case blanche g6 vide · Case noire h6 vide · Case blanche i6 vide · Case noire j6 vide · Case noire a5 vide · Case blanche b5 vide · Case noire c5 vide · Case blanche d5 vide · Case noire e5 vide · Case blanche f5 vide · Case noire g5 vide · Case blanche h5 vide · Case noire i5 vide · Case blanche j5 vide · Case blanche a4 vide · Case noire b4 vide · Case blanche c4 vide · Case noire d4 vide · Case blanche e4 vide · Case noire f4 vide · Case blanche g4 vide · Case noire h4 vide · Case blanche i4 vide · Case noire j4 vide · Case noire a3 vide · Case blanche b3 vide · Case noire c3 vide · Case blanche d3 vide · Case noire e3 vide · Case blanche f3 vide · Case noire g3 vide · Case blanche h3 vide · Case noire i3 vide · Case blanche j3 vide · Pion blanc sur case blanche a2 · Pion blanc sur case noire b2 · Pion blanc sur case blanche c2 · Pion blanc sur case noire d2 · Pion blanc sur case blanche e2 · Pion blanc sur case noire f2 · Pion blanc sur case blanche g2 · Pion blanc sur case noire h2 · Pion blanc sur case blanche i2 · Pion blanc sur case noire j2 · Tour blanche sur case noire a1 · Princesse blanche sur case blanche b1 · Cavalier blanc sur case noire c1 · Fou blanc sur case blanche d1 · Roi blanc sur case noire e1 · Dame blanche sur case blanche f1 · Fou blanc sur case noire g1 · Cavalier blanc sur case blanche h1 · Princesse blanche sur case noire i1 · Tour blanche sur case blanche j1 | Tour noire sur case blanche a8 · Princesse noire sur case noire b8 · Cavalier noir sur case blanche c8 · Fou noir sur case noire d8 · Roi noir sur case blanche e8 · Dame noire sur case noire f8 · Fou noir sur case blanche g8 · Cavalier noir sur case noire h8 · Princesse noire sur case blanche i8 · Tour noire sur case noire j8 · Pion noir sur case noire a7 · Pion noir sur case blanche b7 · Pion noir sur case noire c7 · Pion noir sur case blanche d7 · Pion noir sur case noire e7 · Pion noir sur case blanche f7 · Pion noir sur case noire g7 · Pion noir sur case blanche h7 · Pion noir sur case noire i7 · Pion noir sur case blanche j7 · Case blanche a6 vide · Case noire b6 vide · Case blanche c6 vide · Case noire d6 vide · Case blanche e6 vide · Case noire f6 vide · Case blanche g6 vide · Case noire h6 vide · Case blanche i6 vide · Case noire j6 vide · Case noire a5 vide · Case blanche b5 vide · Case noire c5 vide · Case blanche d5 vide · Case noire e5 vide · Case blanche f5 vide · Case noire g5 vide · Case blanche h5 vide · Case noire i5 vide · Case blanche j5 vide · Case blanche a4 vide · Case noire b4 vide · Case blanche c4 vide · Case noire d4 vide · Case blanche e4 vide · Case noire f4 vide · Case blanche g4 vide · Case noire h4 vide · Case blanche i4 vide · Case noire j4 vide · Case noire a3 vide · Case blanche b3 vide · Case noire c3 vide · Case blanche d3 vide · Case noire e3 vide · Case blanche f3 vide · Case noire g3 vide · Case blanche h3 vide · Case noire i3 vide · Case blanche j3 vide · Pion blanc sur case blanche a2 · Pion blanc sur case noire b2 · Pion blanc sur case blanche c2 · Pion blanc sur case noire d2 · Pion blanc sur case blanche e2 · Pion blanc sur case noire f2 · Pion blanc sur case blanche g2 · Pion blanc sur case noire h2 · Pion blanc sur case blanche i2 · Pion blanc sur case noire j2 · Tour blanche sur case noire a1 · Princesse blanche sur case blanche b1 · Cavalier blanc sur case noire c1 · Fou blanc sur case blanche d1 · Roi blanc sur case noire e1 · Dame blanche sur case blanche f1 · Fou blanc sur case noire g1 · Cavalier blanc sur case blanche h1 · Princesse blanche sur case noire i1 · Tour blanche sur case blanche j1 | Tour noire sur case blanche a8 · Princesse noire sur case noire b8 · Cavalier noir sur case blanche c8 · Fou noir sur case noire d8 · Roi noir sur case blanche e8 · Dame noire sur case noire f8 · Fou noir sur case blanche g8 · Cavalier noir sur case noire h8 · Princesse noire sur case blanche i8 · Tour noire sur case noire j8 · Pion noir sur case noire a7 · Pion noir sur case blanche b7 · Pion noir sur case noire c7 · Pion noir sur case blanche d7 · Pion noir sur case noire e7 · Pion noir sur case blanche f7 · Pion noir sur case noire g7 · Pion noir sur case blanche h7 · Pion noir sur case noire i7 · Pion noir sur case blanche j7 · Case blanche a6 vide · Case noire b6 vide · Case blanche c6 vide · Case noire d6 vide · Case blanche e6 vide · Case noire f6 vide · Case blanche g6 vide · Case noire h6 vide · Case blanche i6 vide · Case noire j6 vide · Case noire a5 vide · Case blanche b5 vide · Case noire c5 vide · Case blanche d5 vide · Case noire e5 vide · Case blanche f5 vide · Case noire g5 vide · Case blanche h5 vide · Case noire i5 vide · Case blanche j5 vide · Case blanche a4 vide · Case noire b4 vide · Case blanche c4 vide · Case noire d4 vide · Case blanche e4 vide · Case noire f4 vide · Case blanche g4 vide · Case noire h4 vide · Case blanche i4 vide · Case noire j4 vide · Case noire a3 vide · Case blanche b3 vide · Case noire c3 vide · Case blanche d3 vide · Case noire e3 vide · Case blanche f3 vide · Case noire g3 vide · Case blanche h3 vide · Case noire i3 vide · Case blanche j3 vide · Pion blanc sur case blanche a2 · Pion blanc sur case noire b2 · Pion blanc sur case blanche c2 · Pion blanc sur case noire d2 · Pion blanc sur case blanche e2 · Pion blanc sur case noire f2 · Pion blanc sur case blanche g2 · Pion blanc sur case noire h2 · Pion blanc sur case blanche i2 · Pion blanc sur case noire j2 · Tour blanche sur case noire a1 · Princesse blanche sur case blanche b1 · Cavalier blanc sur case noire c1 · Fou blanc sur case blanche d1 · Roi blanc sur case noire e1 · Dame blanche sur case blanche f1 · Fou blanc sur case noire g1 · Cavalier blanc sur case blanche h1 · Princesse blanche sur case noire i1 · Tour blanche sur case blanche j1 | Tour noire sur case blanche a8 · Princesse noire sur case noire b8 · Cavalier noir sur case blanche c8 · Fou noir sur case noire d8 · Roi noir sur case blanche e8 · Dame noire sur case noire f8 · Fou noir sur case blanche g8 · Cavalier noir sur case noire h8 · Princesse noire sur case blanche i8 · Tour noire sur case noire j8 · Pion noir sur case noire a7 · Pion noir sur case blanche b7 · Pion noir sur case noire c7 · Pion noir sur case blanche d7 · Pion noir sur case noire e7 · Pion noir sur case blanche f7 · Pion noir sur case noire g7 · Pion noir sur case blanche h7 · Pion noir sur case noire i7 · Pion noir sur case blanche j7 · Case blanche a6 vide · Case noire b6 vide · Case blanche c6 vide · Case noire d6 vide · Case blanche e6 vide · Case noire f6 vide · Case blanche g6 vide · Case noire h6 vide · Case blanche i6 vide · Case noire j6 vide · Case noire a5 vide · Case blanche b5 vide · Case noire c5 vide · Case blanche d5 vide · Case noire e5 vide · Case blanche f5 vide · Case noire g5 vide · Case blanche h5 vide · Case noire i5 vide · Case blanche j5 vide · Case blanche a4 vide · Case noire b4 vide · Case blanche c4 vide · Case noire d4 vide · Case blanche e4 vide · Case noire f4 vide · Case blanche g4 vide · Case noire h4 vide · Case blanche i4 vide · Case noire j4 vide · Case noire a3 vide · Case blanche b3 vide · Case noire c3 vide · Case blanche d3 vide · Case noire e3 vide · Case blanche f3 vide · Case noire g3 vide · Case blanche h3 vide · Case noire i3 vide · Case blanche j3 vide · Pion blanc sur case blanche a2 · Pion blanc sur case noire b2 · Pion blanc sur case blanche c2 · Pion blanc sur case noire d2 · Pion blanc sur case blanche e2 · Pion blanc sur case noire f2 · Pion blanc sur case blanche g2 · Pion blanc sur case noire h2 · Pion blanc sur case blanche i2 · Pion blanc sur case noire j2 · Tour blanche sur case noire a1 · Princesse blanche sur case blanche b1 · Cavalier blanc sur case noire c1 · Fou blanc sur case blanche d1 · Roi blanc sur case noire e1 · Dame blanche sur case blanche f1 · Fou blanc sur case noire g1 · Cavalier blanc sur case blanche h1 · Princesse blanche sur case noire i1 · Tour blanche sur case blanche j1 | Tour noire sur case blanche a8 · Princesse noire sur case noire b8 · Cavalier noir sur case blanche c8 · Fou noir sur case noire d8 · Roi noir sur case blanche e8 · Dame noire sur case noire f8 · Fou noir sur case blanche g8 · Cavalier noir sur case noire h8 · Princesse noire sur case blanche i8 · Tour noire sur case noire j8 · Pion noir sur case noire a7 · Pion noir sur case blanche b7 · Pion noir sur case noire c7 · Pion noir sur case blanche d7 · Pion noir sur case noire e7 · Pion noir sur case blanche f7 · Pion noir sur case noire g7 · Pion noir sur case blanche h7 · Pion noir sur case noire i7 · Pion noir sur case blanche j7 · Case blanche a6 vide · Case noire b6 vide · Case blanche c6 vide · Case noire d6 vide · Case blanche e6 vide · Case noire f6 vide · Case blanche g6 vide · Case noire h6 vide · Case blanche i6 vide · Case noire j6 vide · Case noire a5 vide · Case blanche b5 vide · Case noire c5 vide · Case blanche d5 vide · Case noire e5 vide · Case blanche f5 vide · Case noire g5 vide · Case blanche h5 vide · Case noire i5 vide · Case blanche j5 vide · Case blanche a4 vide · Case noire b4 vide · Case blanche c4 vide · Case noire d4 vide · Case blanche e4 vide · Case noire f4 vide · Case blanche g4 vide · Case noire h4 vide · Case blanche i4 vide · Case noire j4 vide · Case noire a3 vide · Case blanche b3 vide · Case noire c3 vide · Case blanche d3 vide · Case noire e3 vide · Case blanche f3 vide · Case noire g3 vide · Case blanche h3 vide · Case noire i3 vide · Case blanche j3 vide · Pion blanc sur case blanche a2 · Pion blanc sur case noire b2 · Pion blanc sur case blanche c2 · Pion blanc sur case noire d2 · Pion blanc sur case blanche e2 · Pion blanc sur case noire f2 · Pion blanc sur case blanche g2 · Pion blanc sur case noire h2 · Pion blanc sur case blanche i2 · Pion blanc sur case noire j2 · Tour blanche sur case noire a1 · Princesse blanche sur case blanche b1 · Cavalier blanc sur case noire c1 · Fou blanc sur case blanche d1 · Roi blanc sur case noire e1 · Dame blanche sur case blanche f1 · Fou blanc sur case noire g1 · Cavalier blanc sur case blanche h1 · Princesse blanche sur case noire i1 · Tour blanche sur case blanche j1 | Tour noire sur case blanche a8 · Princesse noire sur case noire b8 · Cavalier noir sur case blanche c8 · Fou noir sur case noire d8 · Roi noir sur case blanche e8 · Dame noire sur case noire f8 · Fou noir sur case blanche g8 · Cavalier noir sur case noire h8 · Princesse noire sur case blanche i8 · Tour noire sur case noire j8 · Pion noir sur case noire a7 · Pion noir sur case blanche b7 · Pion noir sur case noire c7 · Pion noir sur case blanche d7 · Pion noir sur case noire e7 · Pion noir sur case blanche f7 · Pion noir sur case noire g7 · Pion noir sur case blanche h7 · Pion noir sur case noire i7 · Pion noir sur case blanche j7 · Case blanche a6 vide · Case noire b6 vide · Case blanche c6 vide · Case noire d6 vide · Case blanche e6 vide · Case noire f6 vide · Case blanche g6 vide · Case noire h6 vide · Case blanche i6 vide · Case noire j6 vide · Case noire a5 vide · Case blanche b5 vide · Case noire c5 vide · Case blanche d5 vide · Case noire e5 vide · Case blanche f5 vide · Case noire g5 vide · Case blanche h5 vide · Case noire i5 vide · Case blanche j5 vide · Case blanche a4 vide · Case noire b4 vide · Case blanche c4 vide · Case noire d4 vide · Case blanche e4 vide · Case noire f4 vide · Case blanche g4 vide · Case noire h4 vide · Case blanche i4 vide · Case noire j4 vide · Case noire a3 vide · Case blanche b3 vide · Case noire c3 vide · Case blanche d3 vide · Case noire e3 vide · Case blanche f3 vide · Case noire g3 vide · Case blanche h3 vide · Case noire i3 vide · Case blanche j3 vide · Pion blanc sur case blanche a2 · Pion blanc sur case noire b2 · Pion blanc sur case blanche c2 · Pion blanc sur case noire d2 · Pion blanc sur case blanche e2 · Pion blanc sur case noire f2 · Pion blanc sur case blanche g2 · Pion blanc sur case noire h2 · Pion blanc sur case blanche i2 · Pion blanc sur case noire j2 · Tour blanche sur case noire a1 · Princesse blanche sur case blanche b1 · Cavalier blanc sur case noire c1 · Fou blanc sur case blanche d1 · Roi blanc sur case noire e1 · Dame blanche sur case blanche f1 · Fou blanc sur case noire g1 · Cavalier blanc sur case blanche h1 · Princesse blanche sur case noire i1 · Tour blanche sur case blanche j1 | Tour noire sur case blanche a8 · Princesse noire sur case noire b8 · Cavalier noir sur case blanche c8 · Fou noir sur case noire d8 · Roi noir sur case blanche e8 · Dame noire sur case noire f8 · Fou noir sur case blanche g8 · Cavalier noir sur case noire h8 · Princesse noire sur case blanche i8 · Tour noire sur case noire j8 · Pion noir sur case noire a7 · Pion noir sur case blanche b7 · Pion noir sur case noire c7 · Pion noir sur case blanche d7 · Pion noir sur case noire e7 · Pion noir sur case blanche f7 · Pion noir sur case noire g7 · Pion noir sur case blanche h7 · Pion noir sur case noire i7 · Pion noir sur case blanche j7 · Case blanche a6 vide · Case noire b6 vide · Case blanche c6 vide · Case noire d6 vide · Case blanche e6 vide · Case noire f6 vide · Case blanche g6 vide · Case noire h6 vide · Case blanche i6 vide · Case noire j6 vide · Case noire a5 vide · Case blanche b5 vide · Case noire c5 vide · Case blanche d5 vide · Case noire e5 vide · Case blanche f5 vide · Case noire g5 vide · Case blanche h5 vide · Case noire i5 vide · Case blanche j5 vide · Case blanche a4 vide · Case noire b4 vide · Case blanche c4 vide · Case noire d4 vide · Case blanche e4 vide · Case noire f4 vide · Case blanche g4 vide · Case noire h4 vide · Case blanche i4 vide · Case noire j4 vide · Case noire a3 vide · Case blanche b3 vide · Case noire c3 vide · Case blanche d3 vide · Case noire e3 vide · Case blanche f3 vide · Case noire g3 vide · Case blanche h3 vide · Case noire i3 vide · Case blanche j3 vide · Pion blanc sur case blanche a2 · Pion blanc sur case noire b2 · Pion blanc sur case blanche c2 · Pion blanc sur case noire d2 · Pion blanc sur case blanche e2 · Pion blanc sur case noire f2 · Pion blanc sur case blanche g2 · Pion blanc sur case noire h2 · Pion blanc sur case blanche i2 · Pion blanc sur case noire j2 · Tour blanche sur case noire a1 · Princesse blanche sur case blanche b1 · Cavalier blanc sur case noire c1 · Fou blanc sur case blanche d1 · Roi blanc sur case noire e1 · Dame blanche sur case blanche f1 · Fou blanc sur case noire g1 · Cavalier blanc sur case blanche h1 · Princesse blanche sur case noire i1 · Tour blanche sur case blanche j1 | Tour noire sur case blanche a8 · Princesse noire sur case noire b8 · Cavalier noir sur case blanche c8 · Fou noir sur case noire d8 · Roi noir sur case blanche e8 · Dame noire sur case noire f8 · Fou noir sur case blanche g8 · Cavalier noir sur case noire h8 · Princesse noire sur case blanche i8 · Tour noire sur case noire j8 · Pion noir sur case noire a7 · Pion noir sur case blanche b7 · Pion noir sur case noire c7 · Pion noir sur case blanche d7 · Pion noir sur case noire e7 · Pion noir sur case blanche f7 · Pion noir sur case noire g7 · Pion noir sur case blanche h7 · Pion noir sur case noire i7 · Pion noir sur case blanche j7 · Case blanche a6 vide · Case noire b6 vide · Case blanche c6 vide · Case noire d6 vide · Case blanche e6 vide · Case noire f6 vide · Case blanche g6 vide · Case noire h6 vide · Case blanche i6 vide · Case noire j6 vide · Case noire a5 vide · Case blanche b5 vide · Case noire c5 vide · Case blanche d5 vide · Case noire e5 vide · Case blanche f5 vide · Case noire g5 vide · Case blanche h5 vide · Case noire i5 vide · Case blanche j5 vide · Case blanche a4 vide · Case noire b4 vide · Case blanche c4 vide · Case noire d4 vide · Case blanche e4 vide · Case noire f4 vide · Case blanche g4 vide · Case noire h4 vide · Case blanche i4 vide · Case noire j4 vide · Case noire a3 vide · Case blanche b3 vide · Case noire c3 vide · Case blanche d3 vide · Case noire e3 vide · Case blanche f3 vide · Case noire g3 vide · Case blanche h3 vide · Case noire i3 vide · Case blanche j3 vide · Pion blanc sur case blanche a2 · Pion blanc sur case noire b2 · Pion blanc sur case blanche c2 · Pion blanc sur case noire d2 · Pion blanc sur case blanche e2 · Pion blanc sur case noire f2 · Pion blanc sur case blanche g2 · Pion blanc sur case noire h2 · Pion blanc sur case blanche i2 · Pion blanc sur case noire j2 · Tour blanche sur case noire a1 · Princesse blanche sur case blanche b1 · Cavalier blanc sur case noire c1 · Fou blanc sur case blanche d1 · Roi blanc sur case noire e1 · Dame blanche sur case blanche f1 · Fou blanc sur case noire g1 · Cavalier blanc sur case blanche h1 · Princesse blanche sur case noire i1 · Tour blanche sur case blanche j1 | 4 |
| 3 | Tour noire sur case blanche a8 · Princesse noire sur case noire b8 · Cavalier noir sur case blanche c8 · Fou noir sur case noire d8 · Roi noir sur case blanche e8 · Dame noire sur case noire f8 · Fou noir sur case blanche g8 · Cavalier noir sur case noire h8 · Princesse noire sur case blanche i8 · Tour noire sur case noire j8 · Pion noir sur case noire a7 · Pion noir sur case blanche b7 · Pion noir sur case noire c7 · Pion noir sur case blanche d7 · Pion noir sur case noire e7 · Pion noir sur case blanche f7 · Pion noir sur case noire g7 · Pion noir sur case blanche h7 · Pion noir sur case noire i7 · Pion noir sur case blanche j7 · Case blanche a6 vide · Case noire b6 vide · Case blanche c6 vide · Case noire d6 vide · Case blanche e6 vide · Case noire f6 vide · Case blanche g6 vide · Case noire h6 vide · Case blanche i6 vide · Case noire j6 vide · Case noire a5 vide · Case blanche b5 vide · Case noire c5 vide · Case blanche d5 vide · Case noire e5 vide · Case blanche f5 vide · Case noire g5 vide · Case blanche h5 vide · Case noire i5 vide · Case blanche j5 vide · Case blanche a4 vide · Case noire b4 vide · Case blanche c4 vide · Case noire d4 vide · Case blanche e4 vide · Case noire f4 vide · Case blanche g4 vide · Case noire h4 vide · Case blanche i4 vide · Case noire j4 vide · Case noire a3 vide · Case blanche b3 vide · Case noire c3 vide · Case blanche d3 vide · Case noire e3 vide · Case blanche f3 vide · Case noire g3 vide · Case blanche h3 vide · Case noire i3 vide · Case blanche j3 vide · Pion blanc sur case blanche a2 · Pion blanc sur case noire b2 · Pion blanc sur case blanche c2 · Pion blanc sur case noire d2 · Pion blanc sur case blanche e2 · Pion blanc sur case noire f2 · Pion blanc sur case blanche g2 · Pion blanc sur case noire h2 · Pion blanc sur case blanche i2 · Pion blanc sur case noire j2 · Tour blanche sur case noire a1 · Princesse blanche sur case blanche b1 · Cavalier blanc sur case noire c1 · Fou blanc sur case blanche d1 · Roi blanc sur case noire e1 · Dame blanche sur case blanche f1 · Fou blanc sur case noire g1 · Cavalier blanc sur case blanche h1 · Princesse blanche sur case noire i1 · Tour blanche sur case blanche j1 | Tour noire sur case blanche a8 · Princesse noire sur case noire b8 · Cavalier noir sur case blanche c8 · Fou noir sur case noire d8 · Roi noir sur case blanche e8 · Dame noire sur case noire f8 · Fou noir sur case blanche g8 · Cavalier noir sur case noire h8 · Princesse noire sur case blanche i8 · Tour noire sur case noire j8 · Pion noir sur case noire a7 · Pion noir sur case blanche b7 · Pion noir sur case noire c7 · Pion noir sur case blanche d7 · Pion noir sur case noire e7 · Pion noir sur case blanche f7 · Pion noir sur case noire g7 · Pion noir sur case blanche h7 · Pion noir sur case noire i7 · Pion noir sur case blanche j7 · Case blanche a6 vide · Case noire b6 vide · Case blanche c6 vide · Case noire d6 vide · Case blanche e6 vide · Case noire f6 vide · Case blanche g6 vide · Case noire h6 vide · Case blanche i6 vide · Case noire j6 vide · Case noire a5 vide · Case blanche b5 vide · Case noire c5 vide · Case blanche d5 vide · Case noire e5 vide · Case blanche f5 vide · Case noire g5 vide · Case blanche h5 vide · Case noire i5 vide · Case blanche j5 vide · Case blanche a4 vide · Case noire b4 vide · Case blanche c4 vide · Case noire d4 vide · Case blanche e4 vide · Case noire f4 vide · Case blanche g4 vide · Case noire h4 vide · Case blanche i4 vide · Case noire j4 vide · Case noire a3 vide · Case blanche b3 vide · Case noire c3 vide · Case blanche d3 vide · Case noire e3 vide · Case blanche f3 vide · Case noire g3 vide · Case blanche h3 vide · Case noire i3 vide · Case blanche j3 vide · Pion blanc sur case blanche a2 · Pion blanc sur case noire b2 · Pion blanc sur case blanche c2 · Pion blanc sur case noire d2 · Pion blanc sur case blanche e2 · Pion blanc sur case noire f2 · Pion blanc sur case blanche g2 · Pion blanc sur case noire h2 · Pion blanc sur case blanche i2 · Pion blanc sur case noire j2 · Tour blanche sur case noire a1 · Princesse blanche sur case blanche b1 · Cavalier blanc sur case noire c1 · Fou blanc sur case blanche d1 · Roi blanc sur case noire e1 · Dame blanche sur case blanche f1 · Fou blanc sur case noire g1 · Cavalier blanc sur case blanche h1 · Princesse blanche sur case noire i1 · Tour blanche sur case blanche j1 | Tour noire sur case blanche a8 · Princesse noire sur case noire b8 · Cavalier noir sur case blanche c8 · Fou noir sur case noire d8 · Roi noir sur case blanche e8 · Dame noire sur case noire f8 · Fou noir sur case blanche g8 · Cavalier noir sur case noire h8 · Princesse noire sur case blanche i8 · Tour noire sur case noire j8 · Pion noir sur case noire a7 · Pion noir sur case blanche b7 · Pion noir sur case noire c7 · Pion noir sur case blanche d7 · Pion noir sur case noire e7 · Pion noir sur case blanche f7 · Pion noir sur case noire g7 · Pion noir sur case blanche h7 · Pion noir sur case noire i7 · Pion noir sur case blanche j7 · Case blanche a6 vide · Case noire b6 vide · Case blanche c6 vide · Case noire d6 vide · Case blanche e6 vide · Case noire f6 vide · Case blanche g6 vide · Case noire h6 vide · Case blanche i6 vide · Case noire j6 vide · Case noire a5 vide · Case blanche b5 vide · Case noire c5 vide · Case blanche d5 vide · Case noire e5 vide · Case blanche f5 vide · Case noire g5 vide · Case blanche h5 vide · Case noire i5 vide · Case blanche j5 vide · Case blanche a4 vide · Case noire b4 vide · Case blanche c4 vide · Case noire d4 vide · Case blanche e4 vide · Case noire f4 vide · Case blanche g4 vide · Case noire h4 vide · Case blanche i4 vide · Case noire j4 vide · Case noire a3 vide · Case blanche b3 vide · Case noire c3 vide · Case blanche d3 vide · Case noire e3 vide · Case blanche f3 vide · Case noire g3 vide · Case blanche h3 vide · Case noire i3 vide · Case blanche j3 vide · Pion blanc sur case blanche a2 · Pion blanc sur case noire b2 · Pion blanc sur case blanche c2 · Pion blanc sur case noire d2 · Pion blanc sur case blanche e2 · Pion blanc sur case noire f2 · Pion blanc sur case blanche g2 · Pion blanc sur case noire h2 · Pion blanc sur case blanche i2 · Pion blanc sur case noire j2 · Tour blanche sur case noire a1 · Princesse blanche sur case blanche b1 · Cavalier blanc sur case noire c1 · Fou blanc sur case blanche d1 · Roi blanc sur case noire e1 · Dame blanche sur case blanche f1 · Fou blanc sur case noire g1 · Cavalier blanc sur case blanche h1 · Princesse blanche sur case noire i1 · Tour blanche sur case blanche j1 | Tour noire sur case blanche a8 · Princesse noire sur case noire b8 · Cavalier noir sur case blanche c8 · Fou noir sur case noire d8 · Roi noir sur case blanche e8 · Dame noire sur case noire f8 · Fou noir sur case blanche g8 · Cavalier noir sur case noire h8 · Princesse noire sur case blanche i8 · Tour noire sur case noire j8 · Pion noir sur case noire a7 · Pion noir sur case blanche b7 · Pion noir sur case noire c7 · Pion noir sur case blanche d7 · Pion noir sur case noire e7 · Pion noir sur case blanche f7 · Pion noir sur case noire g7 · Pion noir sur case blanche h7 · Pion noir sur case noire i7 · Pion noir sur case blanche j7 · Case blanche a6 vide · Case noire b6 vide · Case blanche c6 vide · Case noire d6 vide · Case blanche e6 vide · Case noire f6 vide · Case blanche g6 vide · Case noire h6 vide · Case blanche i6 vide · Case noire j6 vide · Case noire a5 vide · Case blanche b5 vide · Case noire c5 vide · Case blanche d5 vide · Case noire e5 vide · Case blanche f5 vide · Case noire g5 vide · Case blanche h5 vide · Case noire i5 vide · Case blanche j5 vide · Case blanche a4 vide · Case noire b4 vide · Case blanche c4 vide · Case noire d4 vide · Case blanche e4 vide · Case noire f4 vide · Case blanche g4 vide · Case noire h4 vide · Case blanche i4 vide · Case noire j4 vide · Case noire a3 vide · Case blanche b3 vide · Case noire c3 vide · Case blanche d3 vide · Case noire e3 vide · Case blanche f3 vide · Case noire g3 vide · Case blanche h3 vide · Case noire i3 vide · Case blanche j3 vide · Pion blanc sur case blanche a2 · Pion blanc sur case noire b2 · Pion blanc sur case blanche c2 · Pion blanc sur case noire d2 · Pion blanc sur case blanche e2 · Pion blanc sur case noire f2 · Pion blanc sur case blanche g2 · Pion blanc sur case noire h2 · Pion blanc sur case blanche i2 · Pion blanc sur case noire j2 · Tour blanche sur case noire a1 · Princesse blanche sur case blanche b1 · Cavalier blanc sur case noire c1 · Fou blanc sur case blanche d1 · Roi blanc sur case noire e1 · Dame blanche sur case blanche f1 · Fou blanc sur case noire g1 · Cavalier blanc sur case blanche h1 · Princesse blanche sur case noire i1 · Tour blanche sur case blanche j1 | Tour noire sur case blanche a8 · Princesse noire sur case noire b8 · Cavalier noir sur case blanche c8 · Fou noir sur case noire d8 · Roi noir sur case blanche e8 · Dame noire sur case noire f8 · Fou noir sur case blanche g8 · Cavalier noir sur case noire h8 · Princesse noire sur case blanche i8 · Tour noire sur case noire j8 · Pion noir sur case noire a7 · Pion noir sur case blanche b7 · Pion noir sur case noire c7 · Pion noir sur case blanche d7 · Pion noir sur case noire e7 · Pion noir sur case blanche f7 · Pion noir sur case noire g7 · Pion noir sur case blanche h7 · Pion noir sur case noire i7 · Pion noir sur case blanche j7 · Case blanche a6 vide · Case noire b6 vide · Case blanche c6 vide · Case noire d6 vide · Case blanche e6 vide · Case noire f6 vide · Case blanche g6 vide · Case noire h6 vide · Case blanche i6 vide · Case noire j6 vide · Case noire a5 vide · Case blanche b5 vide · Case noire c5 vide · Case blanche d5 vide · Case noire e5 vide · Case blanche f5 vide · Case noire g5 vide · Case blanche h5 vide · Case noire i5 vide · Case blanche j5 vide · Case blanche a4 vide · Case noire b4 vide · Case blanche c4 vide · Case noire d4 vide · Case blanche e4 vide · Case noire f4 vide · Case blanche g4 vide · Case noire h4 vide · Case blanche i4 vide · Case noire j4 vide · Case noire a3 vide · Case blanche b3 vide · Case noire c3 vide · Case blanche d3 vide · Case noire e3 vide · Case blanche f3 vide · Case noire g3 vide · Case blanche h3 vide · Case noire i3 vide · Case blanche j3 vide · Pion blanc sur case blanche a2 · Pion blanc sur case noire b2 · Pion blanc sur case blanche c2 · Pion blanc sur case noire d2 · Pion blanc sur case blanche e2 · Pion blanc sur case noire f2 · Pion blanc sur case blanche g2 · Pion blanc sur case noire h2 · Pion blanc sur case blanche i2 · Pion blanc sur case noire j2 · Tour blanche sur case noire a1 · Princesse blanche sur case blanche b1 · Cavalier blanc sur case noire c1 · Fou blanc sur case blanche d1 · Roi blanc sur case noire e1 · Dame blanche sur case blanche f1 · Fou blanc sur case noire g1 · Cavalier blanc sur case blanche h1 · Princesse blanche sur case noire i1 · Tour blanche sur case blanche j1 | Tour noire sur case blanche a8 · Princesse noire sur case noire b8 · Cavalier noir sur case blanche c8 · Fou noir sur case noire d8 · Roi noir sur case blanche e8 · Dame noire sur case noire f8 · Fou noir sur case blanche g8 · Cavalier noir sur case noire h8 · Princesse noire sur case blanche i8 · Tour noire sur case noire j8 · Pion noir sur case noire a7 · Pion noir sur case blanche b7 · Pion noir sur case noire c7 · Pion noir sur case blanche d7 · Pion noir sur case noire e7 · Pion noir sur case blanche f7 · Pion noir sur case noire g7 · Pion noir sur case blanche h7 · Pion noir sur case noire i7 · Pion noir sur case blanche j7 · Case blanche a6 vide · Case noire b6 vide · Case blanche c6 vide · Case noire d6 vide · Case blanche e6 vide · Case noire f6 vide · Case blanche g6 vide · Case noire h6 vide · Case blanche i6 vide · Case noire j6 vide · Case noire a5 vide · Case blanche b5 vide · Case noire c5 vide · Case blanche d5 vide · Case noire e5 vide · Case blanche f5 vide · Case noire g5 vide · Case blanche h5 vide · Case noire i5 vide · Case blanche j5 vide · Case blanche a4 vide · Case noire b4 vide · Case blanche c4 vide · Case noire d4 vide · Case blanche e4 vide · Case noire f4 vide · Case blanche g4 vide · Case noire h4 vide · Case blanche i4 vide · Case noire j4 vide · Case noire a3 vide · Case blanche b3 vide · Case noire c3 vide · Case blanche d3 vide · Case noire e3 vide · Case blanche f3 vide · Case noire g3 vide · Case blanche h3 vide · Case noire i3 vide · Case blanche j3 vide · Pion blanc sur case blanche a2 · Pion blanc sur case noire b2 · Pion blanc sur case blanche c2 · Pion blanc sur case noire d2 · Pion blanc sur case blanche e2 · Pion blanc sur case noire f2 · Pion blanc sur case blanche g2 · Pion blanc sur case noire h2 · Pion blanc sur case blanche i2 · Pion blanc sur case noire j2 · Tour blanche sur case noire a1 · Princesse blanche sur case blanche b1 · Cavalier blanc sur case noire c1 · Fou blanc sur case blanche d1 · Roi blanc sur case noire e1 · Dame blanche sur case blanche f1 · Fou blanc sur case noire g1 · Cavalier blanc sur case blanche h1 · Princesse blanche sur case noire i1 · Tour blanche sur case blanche j1 | Tour noire sur case blanche a8 · Princesse noire sur case noire b8 · Cavalier noir sur case blanche c8 · Fou noir sur case noire d8 · Roi noir sur case blanche e8 · Dame noire sur case noire f8 · Fou noir sur case blanche g8 · Cavalier noir sur case noire h8 · Princesse noire sur case blanche i8 · Tour noire sur case noire j8 · Pion noir sur case noire a7 · Pion noir sur case blanche b7 · Pion noir sur case noire c7 · Pion noir sur case blanche d7 · Pion noir sur case noire e7 · Pion noir sur case blanche f7 · Pion noir sur case noire g7 · Pion noir sur case blanche h7 · Pion noir sur case noire i7 · Pion noir sur case blanche j7 · Case blanche a6 vide · Case noire b6 vide · Case blanche c6 vide · Case noire d6 vide · Case blanche e6 vide · Case noire f6 vide · Case blanche g6 vide · Case noire h6 vide · Case blanche i6 vide · Case noire j6 vide · Case noire a5 vide · Case blanche b5 vide · Case noire c5 vide · Case blanche d5 vide · Case noire e5 vide · Case blanche f5 vide · Case noire g5 vide · Case blanche h5 vide · Case noire i5 vide · Case blanche j5 vide · Case blanche a4 vide · Case noire b4 vide · Case blanche c4 vide · Case noire d4 vide · Case blanche e4 vide · Case noire f4 vide · Case blanche g4 vide · Case noire h4 vide · Case blanche i4 vide · Case noire j4 vide · Case noire a3 vide · Case blanche b3 vide · Case noire c3 vide · Case blanche d3 vide · Case noire e3 vide · Case blanche f3 vide · Case noire g3 vide · Case blanche h3 vide · Case noire i3 vide · Case blanche j3 vide · Pion blanc sur case blanche a2 · Pion blanc sur case noire b2 · Pion blanc sur case blanche c2 · Pion blanc sur case noire d2 · Pion blanc sur case blanche e2 · Pion blanc sur case noire f2 · Pion blanc sur case blanche g2 · Pion blanc sur case noire h2 · Pion blanc sur case blanche i2 · Pion blanc sur case noire j2 · Tour blanche sur case noire a1 · Princesse blanche sur case blanche b1 · Cavalier blanc sur case noire c1 · Fou blanc sur case blanche d1 · Roi blanc sur case noire e1 · Dame blanche sur case blanche f1 · Fou blanc sur case noire g1 · Cavalier blanc sur case blanche h1 · Princesse blanche sur case noire i1 · Tour blanche sur case blanche j1 | Tour noire sur case blanche a8 · Princesse noire sur case noire b8 · Cavalier noir sur case blanche c8 · Fou noir sur case noire d8 · Roi noir sur case blanche e8 · Dame noire sur case noire f8 · Fou noir sur case blanche g8 · Cavalier noir sur case noire h8 · Princesse noire sur case blanche i8 · Tour noire sur case noire j8 · Pion noir sur case noire a7 · Pion noir sur case blanche b7 · Pion noir sur case noire c7 · Pion noir sur case blanche d7 · Pion noir sur case noire e7 · Pion noir sur case blanche f7 · Pion noir sur case noire g7 · Pion noir sur case blanche h7 · Pion noir sur case noire i7 · Pion noir sur case blanche j7 · Case blanche a6 vide · Case noire b6 vide · Case blanche c6 vide · Case noire d6 vide · Case blanche e6 vide · Case noire f6 vide · Case blanche g6 vide · Case noire h6 vide · Case blanche i6 vide · Case noire j6 vide · Case noire a5 vide · Case blanche b5 vide · Case noire c5 vide · Case blanche d5 vide · Case noire e5 vide · Case blanche f5 vide · Case noire g5 vide · Case blanche h5 vide · Case noire i5 vide · Case blanche j5 vide · Case blanche a4 vide · Case noire b4 vide · Case blanche c4 vide · Case noire d4 vide · Case blanche e4 vide · Case noire f4 vide · Case blanche g4 vide · Case noire h4 vide · Case blanche i4 vide · Case noire j4 vide · Case noire a3 vide · Case blanche b3 vide · Case noire c3 vide · Case blanche d3 vide · Case noire e3 vide · Case blanche f3 vide · Case noire g3 vide · Case blanche h3 vide · Case noire i3 vide · Case blanche j3 vide · Pion blanc sur case blanche a2 · Pion blanc sur case noire b2 · Pion blanc sur case blanche c2 · Pion blanc sur case noire d2 · Pion blanc sur case blanche e2 · Pion blanc sur case noire f2 · Pion blanc sur case blanche g2 · Pion blanc sur case noire h2 · Pion blanc sur case blanche i2 · Pion blanc sur case noire j2 · Tour blanche sur case noire a1 · Princesse blanche sur case blanche b1 · Cavalier blanc sur case noire c1 · Fou blanc sur case blanche d1 · Roi blanc sur case noire e1 · Dame blanche sur case blanche f1 · Fou blanc sur case noire g1 · Cavalier blanc sur case blanche h1 · Princesse blanche sur case noire i1 · Tour blanche sur case blanche j1 | Tour noire sur case blanche a8 · Princesse noire sur case noire b8 · Cavalier noir sur case blanche c8 · Fou noir sur case noire d8 · Roi noir sur case blanche e8 · Dame noire sur case noire f8 · Fou noir sur case blanche g8 · Cavalier noir sur case noire h8 · Princesse noire sur case blanche i8 · Tour noire sur case noire j8 · Pion noir sur case noire a7 · Pion noir sur case blanche b7 · Pion noir sur case noire c7 · Pion noir sur case blanche d7 · Pion noir sur case noire e7 · Pion noir sur case blanche f7 · Pion noir sur case noire g7 · Pion noir sur case blanche h7 · Pion noir sur case noire i7 · Pion noir sur case blanche j7 · Case blanche a6 vide · Case noire b6 vide · Case blanche c6 vide · Case noire d6 vide · Case blanche e6 vide · Case noire f6 vide · Case blanche g6 vide · Case noire h6 vide · Case blanche i6 vide · Case noire j6 vide · Case noire a5 vide · Case blanche b5 vide · Case noire c5 vide · Case blanche d5 vide · Case noire e5 vide · Case blanche f5 vide · Case noire g5 vide · Case blanche h5 vide · Case noire i5 vide · Case blanche j5 vide · Case blanche a4 vide · Case noire b4 vide · Case blanche c4 vide · Case noire d4 vide · Case blanche e4 vide · Case noire f4 vide · Case blanche g4 vide · Case noire h4 vide · Case blanche i4 vide · Case noire j4 vide · Case noire a3 vide · Case blanche b3 vide · Case noire c3 vide · Case blanche d3 vide · Case noire e3 vide · Case blanche f3 vide · Case noire g3 vide · Case blanche h3 vide · Case noire i3 vide · Case blanche j3 vide · Pion blanc sur case blanche a2 · Pion blanc sur case noire b2 · Pion blanc sur case blanche c2 · Pion blanc sur case noire d2 · Pion blanc sur case blanche e2 · Pion blanc sur case noire f2 · Pion blanc sur case blanche g2 · Pion blanc sur case noire h2 · Pion blanc sur case blanche i2 · Pion blanc sur case noire j2 · Tour blanche sur case noire a1 · Princesse blanche sur case blanche b1 · Cavalier blanc sur case noire c1 · Fou blanc sur case blanche d1 · Roi blanc sur case noire e1 · Dame blanche sur case blanche f1 · Fou blanc sur case noire g1 · Cavalier blanc sur case blanche h1 · Princesse blanche sur case noire i1 · Tour blanche sur case blanche j1 | Tour noire sur case blanche a8 · Princesse noire sur case noire b8 · Cavalier noir sur case blanche c8 · Fou noir sur case noire d8 · Roi noir sur case blanche e8 · Dame noire sur case noire f8 · Fou noir sur case blanche g8 · Cavalier noir sur case noire h8 · Princesse noire sur case blanche i8 · Tour noire sur case noire j8 · Pion noir sur case noire a7 · Pion noir sur case blanche b7 · Pion noir sur case noire c7 · Pion noir sur case blanche d7 · Pion noir sur case noire e7 · Pion noir sur case blanche f7 · Pion noir sur case noire g7 · Pion noir sur case blanche h7 · Pion noir sur case noire i7 · Pion noir sur case blanche j7 · Case blanche a6 vide · Case noire b6 vide · Case blanche c6 vide · Case noire d6 vide · Case blanche e6 vide · Case noire f6 vide · Case blanche g6 vide · Case noire h6 vide · Case blanche i6 vide · Case noire j6 vide · Case noire a5 vide · Case blanche b5 vide · Case noire c5 vide · Case blanche d5 vide · Case noire e5 vide · Case blanche f5 vide · Case noire g5 vide · Case blanche h5 vide · Case noire i5 vide · Case blanche j5 vide · Case blanche a4 vide · Case noire b4 vide · Case blanche c4 vide · Case noire d4 vide · Case blanche e4 vide · Case noire f4 vide · Case blanche g4 vide · Case noire h4 vide · Case blanche i4 vide · Case noire j4 vide · Case noire a3 vide · Case blanche b3 vide · Case noire c3 vide · Case blanche d3 vide · Case noire e3 vide · Case blanche f3 vide · Case noire g3 vide · Case blanche h3 vide · Case noire i3 vide · Case blanche j3 vide · Pion blanc sur case blanche a2 · Pion blanc sur case noire b2 · Pion blanc sur case blanche c2 · Pion blanc sur case noire d2 · Pion blanc sur case blanche e2 · Pion blanc sur case noire f2 · Pion blanc sur case blanche g2 · Pion blanc sur case noire h2 · Pion blanc sur case blanche i2 · Pion blanc sur case noire j2 · Tour blanche sur case noire a1 · Princesse blanche sur case blanche b1 · Cavalier blanc sur case noire c1 · Fou blanc sur case blanche d1 · Roi blanc sur case noire e1 · Dame blanche sur case blanche f1 · Fou blanc sur case noire g1 · Cavalier blanc sur case blanche h1 · Princesse blanche sur case noire i1 · Tour blanche sur case blanche j1 | 3 |
| 2 | Tour noire sur case blanche a8 · Princesse noire sur case noire b8 · Cavalier noir sur case blanche c8 · Fou noir sur case noire d8 · Roi noir sur case blanche e8 · Dame noire sur case noire f8 · Fou noir sur case blanche g8 · Cavalier noir sur case noire h8 · Princesse noire sur case blanche i8 · Tour noire sur case noire j8 · Pion noir sur case noire a7 · Pion noir sur case blanche b7 · Pion noir sur case noire c7 · Pion noir sur case blanche d7 · Pion noir sur case noire e7 · Pion noir sur case blanche f7 · Pion noir sur case noire g7 · Pion noir sur case blanche h7 · Pion noir sur case noire i7 · Pion noir sur case blanche j7 · Case blanche a6 vide · Case noire b6 vide · Case blanche c6 vide · Case noire d6 vide · Case blanche e6 vide · Case noire f6 vide · Case blanche g6 vide · Case noire h6 vide · Case blanche i6 vide · Case noire j6 vide · Case noire a5 vide · Case blanche b5 vide · Case noire c5 vide · Case blanche d5 vide · Case noire e5 vide · Case blanche f5 vide · Case noire g5 vide · Case blanche h5 vide · Case noire i5 vide · Case blanche j5 vide · Case blanche a4 vide · Case noire b4 vide · Case blanche c4 vide · Case noire d4 vide · Case blanche e4 vide · Case noire f4 vide · Case blanche g4 vide · Case noire h4 vide · Case blanche i4 vide · Case noire j4 vide · Case noire a3 vide · Case blanche b3 vide · Case noire c3 vide · Case blanche d3 vide · Case noire e3 vide · Case blanche f3 vide · Case noire g3 vide · Case blanche h3 vide · Case noire i3 vide · Case blanche j3 vide · Pion blanc sur case blanche a2 · Pion blanc sur case noire b2 · Pion blanc sur case blanche c2 · Pion blanc sur case noire d2 · Pion blanc sur case blanche e2 · Pion blanc sur case noire f2 · Pion blanc sur case blanche g2 · Pion blanc sur case noire h2 · Pion blanc sur case blanche i2 · Pion blanc sur case noire j2 · Tour blanche sur case noire a1 · Princesse blanche sur case blanche b1 · Cavalier blanc sur case noire c1 · Fou blanc sur case blanche d1 · Roi blanc sur case noire e1 · Dame blanche sur case blanche f1 · Fou blanc sur case noire g1 · Cavalier blanc sur case blanche h1 · Princesse blanche sur case noire i1 · Tour blanche sur case blanche j1 | Tour noire sur case blanche a8 · Princesse noire sur case noire b8 · Cavalier noir sur case blanche c8 · Fou noir sur case noire d8 · Roi noir sur case blanche e8 · Dame noire sur case noire f8 · Fou noir sur case blanche g8 · Cavalier noir sur case noire h8 · Princesse noire sur case blanche i8 · Tour noire sur case noire j8 · Pion noir sur case noire a7 · Pion noir sur case blanche b7 · Pion noir sur case noire c7 · Pion noir sur case blanche d7 · Pion noir sur case noire e7 · Pion noir sur case blanche f7 · Pion noir sur case noire g7 · Pion noir sur case blanche h7 · Pion noir sur case noire i7 · Pion noir sur case blanche j7 · Case blanche a6 vide · Case noire b6 vide · Case blanche c6 vide · Case noire d6 vide · Case blanche e6 vide · Case noire f6 vide · Case blanche g6 vide · Case noire h6 vide · Case blanche i6 vide · Case noire j6 vide · Case noire a5 vide · Case blanche b5 vide · Case noire c5 vide · Case blanche d5 vide · Case noire e5 vide · Case blanche f5 vide · Case noire g5 vide · Case blanche h5 vide · Case noire i5 vide · Case blanche j5 vide · Case blanche a4 vide · Case noire b4 vide · Case blanche c4 vide · Case noire d4 vide · Case blanche e4 vide · Case noire f4 vide · Case blanche g4 vide · Case noire h4 vide · Case blanche i4 vide · Case noire j4 vide · Case noire a3 vide · Case blanche b3 vide · Case noire c3 vide · Case blanche d3 vide · Case noire e3 vide · Case blanche f3 vide · Case noire g3 vide · Case blanche h3 vide · Case noire i3 vide · Case blanche j3 vide · Pion blanc sur case blanche a2 · Pion blanc sur case noire b2 · Pion blanc sur case blanche c2 · Pion blanc sur case noire d2 · Pion blanc sur case blanche e2 · Pion blanc sur case noire f2 · Pion blanc sur case blanche g2 · Pion blanc sur case noire h2 · Pion blanc sur case blanche i2 · Pion blanc sur case noire j2 · Tour blanche sur case noire a1 · Princesse blanche sur case blanche b1 · Cavalier blanc sur case noire c1 · Fou blanc sur case blanche d1 · Roi blanc sur case noire e1 · Dame blanche sur case blanche f1 · Fou blanc sur case noire g1 · Cavalier blanc sur case blanche h1 · Princesse blanche sur case noire i1 · Tour blanche sur case blanche j1 | Tour noire sur case blanche a8 · Princesse noire sur case noire b8 · Cavalier noir sur case blanche c8 · Fou noir sur case noire d8 · Roi noir sur case blanche e8 · Dame noire sur case noire f8 · Fou noir sur case blanche g8 · Cavalier noir sur case noire h8 · Princesse noire sur case blanche i8 · Tour noire sur case noire j8 · Pion noir sur case noire a7 · Pion noir sur case blanche b7 · Pion noir sur case noire c7 · Pion noir sur case blanche d7 · Pion noir sur case noire e7 · Pion noir sur case blanche f7 · Pion noir sur case noire g7 · Pion noir sur case blanche h7 · Pion noir sur case noire i7 · Pion noir sur case blanche j7 · Case blanche a6 vide · Case noire b6 vide · Case blanche c6 vide · Case noire d6 vide · Case blanche e6 vide · Case noire f6 vide · Case blanche g6 vide · Case noire h6 vide · Case blanche i6 vide · Case noire j6 vide · Case noire a5 vide · Case blanche b5 vide · Case noire c5 vide · Case blanche d5 vide · Case noire e5 vide · Case blanche f5 vide · Case noire g5 vide · Case blanche h5 vide · Case noire i5 vide · Case blanche j5 vide · Case blanche a4 vide · Case noire b4 vide · Case blanche c4 vide · Case noire d4 vide · Case blanche e4 vide · Case noire f4 vide · Case blanche g4 vide · Case noire h4 vide · Case blanche i4 vide · Case noire j4 vide · Case noire a3 vide · Case blanche b3 vide · Case noire c3 vide · Case blanche d3 vide · Case noire e3 vide · Case blanche f3 vide · Case noire g3 vide · Case blanche h3 vide · Case noire i3 vide · Case blanche j3 vide · Pion blanc sur case blanche a2 · Pion blanc sur case noire b2 · Pion blanc sur case blanche c2 · Pion blanc sur case noire d2 · Pion blanc sur case blanche e2 · Pion blanc sur case noire f2 · Pion blanc sur case blanche g2 · Pion blanc sur case noire h2 · Pion blanc sur case blanche i2 · Pion blanc sur case noire j2 · Tour blanche sur case noire a1 · Princesse blanche sur case blanche b1 · Cavalier blanc sur case noire c1 · Fou blanc sur case blanche d1 · Roi blanc sur case noire e1 · Dame blanche sur case blanche f1 · Fou blanc sur case noire g1 · Cavalier blanc sur case blanche h1 · Princesse blanche sur case noire i1 · Tour blanche sur case blanche j1 | Tour noire sur case blanche a8 · Princesse noire sur case noire b8 · Cavalier noir sur case blanche c8 · Fou noir sur case noire d8 · Roi noir sur case blanche e8 · Dame noire sur case noire f8 · Fou noir sur case blanche g8 · Cavalier noir sur case noire h8 · Princesse noire sur case blanche i8 · Tour noire sur case noire j8 · Pion noir sur case noire a7 · Pion noir sur case blanche b7 · Pion noir sur case noire c7 · Pion noir sur case blanche d7 · Pion noir sur case noire e7 · Pion noir sur case blanche f7 · Pion noir sur case noire g7 · Pion noir sur case blanche h7 · Pion noir sur case noire i7 · Pion noir sur case blanche j7 · Case blanche a6 vide · Case noire b6 vide · Case blanche c6 vide · Case noire d6 vide · Case blanche e6 vide · Case noire f6 vide · Case blanche g6 vide · Case noire h6 vide · Case blanche i6 vide · Case noire j6 vide · Case noire a5 vide · Case blanche b5 vide · Case noire c5 vide · Case blanche d5 vide · Case noire e5 vide · Case blanche f5 vide · Case noire g5 vide · Case blanche h5 vide · Case noire i5 vide · Case blanche j5 vide · Case blanche a4 vide · Case noire b4 vide · Case blanche c4 vide · Case noire d4 vide · Case blanche e4 vide · Case noire f4 vide · Case blanche g4 vide · Case noire h4 vide · Case blanche i4 vide · Case noire j4 vide · Case noire a3 vide · Case blanche b3 vide · Case noire c3 vide · Case blanche d3 vide · Case noire e3 vide · Case blanche f3 vide · Case noire g3 vide · Case blanche h3 vide · Case noire i3 vide · Case blanche j3 vide · Pion blanc sur case blanche a2 · Pion blanc sur case noire b2 · Pion blanc sur case blanche c2 · Pion blanc sur case noire d2 · Pion blanc sur case blanche e2 · Pion blanc sur case noire f2 · Pion blanc sur case blanche g2 · Pion blanc sur case noire h2 · Pion blanc sur case blanche i2 · Pion blanc sur case noire j2 · Tour blanche sur case noire a1 · Princesse blanche sur case blanche b1 · Cavalier blanc sur case noire c1 · Fou blanc sur case blanche d1 · Roi blanc sur case noire e1 · Dame blanche sur case blanche f1 · Fou blanc sur case noire g1 · Cavalier blanc sur case blanche h1 · Princesse blanche sur case noire i1 · Tour blanche sur case blanche j1 | Tour noire sur case blanche a8 · Princesse noire sur case noire b8 · Cavalier noir sur case blanche c8 · Fou noir sur case noire d8 · Roi noir sur case blanche e8 · Dame noire sur case noire f8 · Fou noir sur case blanche g8 · Cavalier noir sur case noire h8 · Princesse noire sur case blanche i8 · Tour noire sur case noire j8 · Pion noir sur case noire a7 · Pion noir sur case blanche b7 · Pion noir sur case noire c7 · Pion noir sur case blanche d7 · Pion noir sur case noire e7 · Pion noir sur case blanche f7 · Pion noir sur case noire g7 · Pion noir sur case blanche h7 · Pion noir sur case noire i7 · Pion noir sur case blanche j7 · Case blanche a6 vide · Case noire b6 vide · Case blanche c6 vide · Case noire d6 vide · Case blanche e6 vide · Case noire f6 vide · Case blanche g6 vide · Case noire h6 vide · Case blanche i6 vide · Case noire j6 vide · Case noire a5 vide · Case blanche b5 vide · Case noire c5 vide · Case blanche d5 vide · Case noire e5 vide · Case blanche f5 vide · Case noire g5 vide · Case blanche h5 vide · Case noire i5 vide · Case blanche j5 vide · Case blanche a4 vide · Case noire b4 vide · Case blanche c4 vide · Case noire d4 vide · Case blanche e4 vide · Case noire f4 vide · Case blanche g4 vide · Case noire h4 vide · Case blanche i4 vide · Case noire j4 vide · Case noire a3 vide · Case blanche b3 vide · Case noire c3 vide · Case blanche d3 vide · Case noire e3 vide · Case blanche f3 vide · Case noire g3 vide · Case blanche h3 vide · Case noire i3 vide · Case blanche j3 vide · Pion blanc sur case blanche a2 · Pion blanc sur case noire b2 · Pion blanc sur case blanche c2 · Pion blanc sur case noire d2 · Pion blanc sur case blanche e2 · Pion blanc sur case noire f2 · Pion blanc sur case blanche g2 · Pion blanc sur case noire h2 · Pion blanc sur case blanche i2 · Pion blanc sur case noire j2 · Tour blanche sur case noire a1 · Princesse blanche sur case blanche b1 · Cavalier blanc sur case noire c1 · Fou blanc sur case blanche d1 · Roi blanc sur case noire e1 · Dame blanche sur case blanche f1 · Fou blanc sur case noire g1 · Cavalier blanc sur case blanche h1 · Princesse blanche sur case noire i1 · Tour blanche sur case blanche j1 | Tour noire sur case blanche a8 · Princesse noire sur case noire b8 · Cavalier noir sur case blanche c8 · Fou noir sur case noire d8 · Roi noir sur case blanche e8 · Dame noire sur case noire f8 · Fou noir sur case blanche g8 · Cavalier noir sur case noire h8 · Princesse noire sur case blanche i8 · Tour noire sur case noire j8 · Pion noir sur case noire a7 · Pion noir sur case blanche b7 · Pion noir sur case noire c7 · Pion noir sur case blanche d7 · Pion noir sur case noire e7 · Pion noir sur case blanche f7 · Pion noir sur case noire g7 · Pion noir sur case blanche h7 · Pion noir sur case noire i7 · Pion noir sur case blanche j7 · Case blanche a6 vide · Case noire b6 vide · Case blanche c6 vide · Case noire d6 vide · Case blanche e6 vide · Case noire f6 vide · Case blanche g6 vide · Case noire h6 vide · Case blanche i6 vide · Case noire j6 vide · Case noire a5 vide · Case blanche b5 vide · Case noire c5 vide · Case blanche d5 vide · Case noire e5 vide · Case blanche f5 vide · Case noire g5 vide · Case blanche h5 vide · Case noire i5 vide · Case blanche j5 vide · Case blanche a4 vide · Case noire b4 vide · Case blanche c4 vide · Case noire d4 vide · Case blanche e4 vide · Case noire f4 vide · Case blanche g4 vide · Case noire h4 vide · Case blanche i4 vide · Case noire j4 vide · Case noire a3 vide · Case blanche b3 vide · Case noire c3 vide · Case blanche d3 vide · Case noire e3 vide · Case blanche f3 vide · Case noire g3 vide · Case blanche h3 vide · Case noire i3 vide · Case blanche j3 vide · Pion blanc sur case blanche a2 · Pion blanc sur case noire b2 · Pion blanc sur case blanche c2 · Pion blanc sur case noire d2 · Pion blanc sur case blanche e2 · Pion blanc sur case noire f2 · Pion blanc sur case blanche g2 · Pion blanc sur case noire h2 · Pion blanc sur case blanche i2 · Pion blanc sur case noire j2 · Tour blanche sur case noire a1 · Princesse blanche sur case blanche b1 · Cavalier blanc sur case noire c1 · Fou blanc sur case blanche d1 · Roi blanc sur case noire e1 · Dame blanche sur case blanche f1 · Fou blanc sur case noire g1 · Cavalier blanc sur case blanche h1 · Princesse blanche sur case noire i1 · Tour blanche sur case blanche j1 | Tour noire sur case blanche a8 · Princesse noire sur case noire b8 · Cavalier noir sur case blanche c8 · Fou noir sur case noire d8 · Roi noir sur case blanche e8 · Dame noire sur case noire f8 · Fou noir sur case blanche g8 · Cavalier noir sur case noire h8 · Princesse noire sur case blanche i8 · Tour noire sur case noire j8 · Pion noir sur case noire a7 · Pion noir sur case blanche b7 · Pion noir sur case noire c7 · Pion noir sur case blanche d7 · Pion noir sur case noire e7 · Pion noir sur case blanche f7 · Pion noir sur case noire g7 · Pion noir sur case blanche h7 · Pion noir sur case noire i7 · Pion noir sur case blanche j7 · Case blanche a6 vide · Case noire b6 vide · Case blanche c6 vide · Case noire d6 vide · Case blanche e6 vide · Case noire f6 vide · Case blanche g6 vide · Case noire h6 vide · Case blanche i6 vide · Case noire j6 vide · Case noire a5 vide · Case blanche b5 vide · Case noire c5 vide · Case blanche d5 vide · Case noire e5 vide · Case blanche f5 vide · Case noire g5 vide · Case blanche h5 vide · Case noire i5 vide · Case blanche j5 vide · Case blanche a4 vide · Case noire b4 vide · Case blanche c4 vide · Case noire d4 vide · Case blanche e4 vide · Case noire f4 vide · Case blanche g4 vide · Case noire h4 vide · Case blanche i4 vide · Case noire j4 vide · Case noire a3 vide · Case blanche b3 vide · Case noire c3 vide · Case blanche d3 vide · Case noire e3 vide · Case blanche f3 vide · Case noire g3 vide · Case blanche h3 vide · Case noire i3 vide · Case blanche j3 vide · Pion blanc sur case blanche a2 · Pion blanc sur case noire b2 · Pion blanc sur case blanche c2 · Pion blanc sur case noire d2 · Pion blanc sur case blanche e2 · Pion blanc sur case noire f2 · Pion blanc sur case blanche g2 · Pion blanc sur case noire h2 · Pion blanc sur case blanche i2 · Pion blanc sur case noire j2 · Tour blanche sur case noire a1 · Princesse blanche sur case blanche b1 · Cavalier blanc sur case noire c1 · Fou blanc sur case blanche d1 · Roi blanc sur case noire e1 · Dame blanche sur case blanche f1 · Fou blanc sur case noire g1 · Cavalier blanc sur case blanche h1 · Princesse blanche sur case noire i1 · Tour blanche sur case blanche j1 | Tour noire sur case blanche a8 · Princesse noire sur case noire b8 · Cavalier noir sur case blanche c8 · Fou noir sur case noire d8 · Roi noir sur case blanche e8 · Dame noire sur case noire f8 · Fou noir sur case blanche g8 · Cavalier noir sur case noire h8 · Princesse noire sur case blanche i8 · Tour noire sur case noire j8 · Pion noir sur case noire a7 · Pion noir sur case blanche b7 · Pion noir sur case noire c7 · Pion noir sur case blanche d7 · Pion noir sur case noire e7 · Pion noir sur case blanche f7 · Pion noir sur case noire g7 · Pion noir sur case blanche h7 · Pion noir sur case noire i7 · Pion noir sur case blanche j7 · Case blanche a6 vide · Case noire b6 vide · Case blanche c6 vide · Case noire d6 vide · Case blanche e6 vide · Case noire f6 vide · Case blanche g6 vide · Case noire h6 vide · Case blanche i6 vide · Case noire j6 vide · Case noire a5 vide · Case blanche b5 vide · Case noire c5 vide · Case blanche d5 vide · Case noire e5 vide · Case blanche f5 vide · Case noire g5 vide · Case blanche h5 vide · Case noire i5 vide · Case blanche j5 vide · Case blanche a4 vide · Case noire b4 vide · Case blanche c4 vide · Case noire d4 vide · Case blanche e4 vide · Case noire f4 vide · Case blanche g4 vide · Case noire h4 vide · Case blanche i4 vide · Case noire j4 vide · Case noire a3 vide · Case blanche b3 vide · Case noire c3 vide · Case blanche d3 vide · Case noire e3 vide · Case blanche f3 vide · Case noire g3 vide · Case blanche h3 vide · Case noire i3 vide · Case blanche j3 vide · Pion blanc sur case blanche a2 · Pion blanc sur case noire b2 · Pion blanc sur case blanche c2 · Pion blanc sur case noire d2 · Pion blanc sur case blanche e2 · Pion blanc sur case noire f2 · Pion blanc sur case blanche g2 · Pion blanc sur case noire h2 · Pion blanc sur case blanche i2 · Pion blanc sur case noire j2 · Tour blanche sur case noire a1 · Princesse blanche sur case blanche b1 · Cavalier blanc sur case noire c1 · Fou blanc sur case blanche d1 · Roi blanc sur case noire e1 · Dame blanche sur case blanche f1 · Fou blanc sur case noire g1 · Cavalier blanc sur case blanche h1 · Princesse blanche sur case noire i1 · Tour blanche sur case blanche j1 | Tour noire sur case blanche a8 · Princesse noire sur case noire b8 · Cavalier noir sur case blanche c8 · Fou noir sur case noire d8 · Roi noir sur case blanche e8 · Dame noire sur case noire f8 · Fou noir sur case blanche g8 · Cavalier noir sur case noire h8 · Princesse noire sur case blanche i8 · Tour noire sur case noire j8 · Pion noir sur case noire a7 · Pion noir sur case blanche b7 · Pion noir sur case noire c7 · Pion noir sur case blanche d7 · Pion noir sur case noire e7 · Pion noir sur case blanche f7 · Pion noir sur case noire g7 · Pion noir sur case blanche h7 · Pion noir sur case noire i7 · Pion noir sur case blanche j7 · Case blanche a6 vide · Case noire b6 vide · Case blanche c6 vide · Case noire d6 vide · Case blanche e6 vide · Case noire f6 vide · Case blanche g6 vide · Case noire h6 vide · Case blanche i6 vide · Case noire j6 vide · Case noire a5 vide · Case blanche b5 vide · Case noire c5 vide · Case blanche d5 vide · Case noire e5 vide · Case blanche f5 vide · Case noire g5 vide · Case blanche h5 vide · Case noire i5 vide · Case blanche j5 vide · Case blanche a4 vide · Case noire b4 vide · Case blanche c4 vide · Case noire d4 vide · Case blanche e4 vide · Case noire f4 vide · Case blanche g4 vide · Case noire h4 vide · Case blanche i4 vide · Case noire j4 vide · Case noire a3 vide · Case blanche b3 vide · Case noire c3 vide · Case blanche d3 vide · Case noire e3 vide · Case blanche f3 vide · Case noire g3 vide · Case blanche h3 vide · Case noire i3 vide · Case blanche j3 vide · Pion blanc sur case blanche a2 · Pion blanc sur case noire b2 · Pion blanc sur case blanche c2 · Pion blanc sur case noire d2 · Pion blanc sur case blanche e2 · Pion blanc sur case noire f2 · Pion blanc sur case blanche g2 · Pion blanc sur case noire h2 · Pion blanc sur case blanche i2 · Pion blanc sur case noire j2 · Tour blanche sur case noire a1 · Princesse blanche sur case blanche b1 · Cavalier blanc sur case noire c1 · Fou blanc sur case blanche d1 · Roi blanc sur case noire e1 · Dame blanche sur case blanche f1 · Fou blanc sur case noire g1 · Cavalier blanc sur case blanche h1 · Princesse blanche sur case noire i1 · Tour blanche sur case blanche j1 | Tour noire sur case blanche a8 · Princesse noire sur case noire b8 · Cavalier noir sur case blanche c8 · Fou noir sur case noire d8 · Roi noir sur case blanche e8 · Dame noire sur case noire f8 · Fou noir sur case blanche g8 · Cavalier noir sur case noire h8 · Princesse noire sur case blanche i8 · Tour noire sur case noire j8 · Pion noir sur case noire a7 · Pion noir sur case blanche b7 · Pion noir sur case noire c7 · Pion noir sur case blanche d7 · Pion noir sur case noire e7 · Pion noir sur case blanche f7 · Pion noir sur case noire g7 · Pion noir sur case blanche h7 · Pion noir sur case noire i7 · Pion noir sur case blanche j7 · Case blanche a6 vide · Case noire b6 vide · Case blanche c6 vide · Case noire d6 vide · Case blanche e6 vide · Case noire f6 vide · Case blanche g6 vide · Case noire h6 vide · Case blanche i6 vide · Case noire j6 vide · Case noire a5 vide · Case blanche b5 vide · Case noire c5 vide · Case blanche d5 vide · Case noire e5 vide · Case blanche f5 vide · Case noire g5 vide · Case blanche h5 vide · Case noire i5 vide · Case blanche j5 vide · Case blanche a4 vide · Case noire b4 vide · Case blanche c4 vide · Case noire d4 vide · Case blanche e4 vide · Case noire f4 vide · Case blanche g4 vide · Case noire h4 vide · Case blanche i4 vide · Case noire j4 vide · Case noire a3 vide · Case blanche b3 vide · Case noire c3 vide · Case blanche d3 vide · Case noire e3 vide · Case blanche f3 vide · Case noire g3 vide · Case blanche h3 vide · Case noire i3 vide · Case blanche j3 vide · Pion blanc sur case blanche a2 · Pion blanc sur case noire b2 · Pion blanc sur case blanche c2 · Pion blanc sur case noire d2 · Pion blanc sur case blanche e2 · Pion blanc sur case noire f2 · Pion blanc sur case blanche g2 · Pion blanc sur case noire h2 · Pion blanc sur case blanche i2 · Pion blanc sur case noire j2 · Tour blanche sur case noire a1 · Princesse blanche sur case blanche b1 · Cavalier blanc sur case noire c1 · Fou blanc sur case blanche d1 · Roi blanc sur case noire e1 · Dame blanche sur case blanche f1 · Fou blanc sur case noire g1 · Cavalier blanc sur case blanche h1 · Princesse blanche sur case noire i1 · Tour blanche sur case blanche j1 | 2 |
| 1 | Tour noire sur case blanche a8 · Princesse noire sur case noire b8 · Cavalier noir sur case blanche c8 · Fou noir sur case noire d8 · Roi noir sur case blanche e8 · Dame noire sur case noire f8 · Fou noir sur case blanche g8 · Cavalier noir sur case noire h8 · Princesse noire sur case blanche i8 · Tour noire sur case noire j8 · Pion noir sur case noire a7 · Pion noir sur case blanche b7 · Pion noir sur case noire c7 · Pion noir sur case blanche d7 · Pion noir sur case noire e7 · Pion noir sur case blanche f7 · Pion noir sur case noire g7 · Pion noir sur case blanche h7 · Pion noir sur case noire i7 · Pion noir sur case blanche j7 · Case blanche a6 vide · Case noire b6 vide · Case blanche c6 vide · Case noire d6 vide · Case blanche e6 vide · Case noire f6 vide · Case blanche g6 vide · Case noire h6 vide · Case blanche i6 vide · Case noire j6 vide · Case noire a5 vide · Case blanche b5 vide · Case noire c5 vide · Case blanche d5 vide · Case noire e5 vide · Case blanche f5 vide · Case noire g5 vide · Case blanche h5 vide · Case noire i5 vide · Case blanche j5 vide · Case blanche a4 vide · Case noire b4 vide · Case blanche c4 vide · Case noire d4 vide · Case blanche e4 vide · Case noire f4 vide · Case blanche g4 vide · Case noire h4 vide · Case blanche i4 vide · Case noire j4 vide · Case noire a3 vide · Case blanche b3 vide · Case noire c3 vide · Case blanche d3 vide · Case noire e3 vide · Case blanche f3 vide · Case noire g3 vide · Case blanche h3 vide · Case noire i3 vide · Case blanche j3 vide · Pion blanc sur case blanche a2 · Pion blanc sur case noire b2 · Pion blanc sur case blanche c2 · Pion blanc sur case noire d2 · Pion blanc sur case blanche e2 · Pion blanc sur case noire f2 · Pion blanc sur case blanche g2 · Pion blanc sur case noire h2 · Pion blanc sur case blanche i2 · Pion blanc sur case noire j2 · Tour blanche sur case noire a1 · Princesse blanche sur case blanche b1 · Cavalier blanc sur case noire c1 · Fou blanc sur case blanche d1 · Roi blanc sur case noire e1 · Dame blanche sur case blanche f1 · Fou blanc sur case noire g1 · Cavalier blanc sur case blanche h1 · Princesse blanche sur case noire i1 · Tour blanche sur case blanche j1 | Tour noire sur case blanche a8 · Princesse noire sur case noire b8 · Cavalier noir sur case blanche c8 · Fou noir sur case noire d8 · Roi noir sur case blanche e8 · Dame noire sur case noire f8 · Fou noir sur case blanche g8 · Cavalier noir sur case noire h8 · Princesse noire sur case blanche i8 · Tour noire sur case noire j8 · Pion noir sur case noire a7 · Pion noir sur case blanche b7 · Pion noir sur case noire c7 · Pion noir sur case blanche d7 · Pion noir sur case noire e7 · Pion noir sur case blanche f7 · Pion noir sur case noire g7 · Pion noir sur case blanche h7 · Pion noir sur case noire i7 · Pion noir sur case blanche j7 · Case blanche a6 vide · Case noire b6 vide · Case blanche c6 vide · Case noire d6 vide · Case blanche e6 vide · Case noire f6 vide · Case blanche g6 vide · Case noire h6 vide · Case blanche i6 vide · Case noire j6 vide · Case noire a5 vide · Case blanche b5 vide · Case noire c5 vide · Case blanche d5 vide · Case noire e5 vide · Case blanche f5 vide · Case noire g5 vide · Case blanche h5 vide · Case noire i5 vide · Case blanche j5 vide · Case blanche a4 vide · Case noire b4 vide · Case blanche c4 vide · Case noire d4 vide · Case blanche e4 vide · Case noire f4 vide · Case blanche g4 vide · Case noire h4 vide · Case blanche i4 vide · Case noire j4 vide · Case noire a3 vide · Case blanche b3 vide · Case noire c3 vide · Case blanche d3 vide · Case noire e3 vide · Case blanche f3 vide · Case noire g3 vide · Case blanche h3 vide · Case noire i3 vide · Case blanche j3 vide · Pion blanc sur case blanche a2 · Pion blanc sur case noire b2 · Pion blanc sur case blanche c2 · Pion blanc sur case noire d2 · Pion blanc sur case blanche e2 · Pion blanc sur case noire f2 · Pion blanc sur case blanche g2 · Pion blanc sur case noire h2 · Pion blanc sur case blanche i2 · Pion blanc sur case noire j2 · Tour blanche sur case noire a1 · Princesse blanche sur case blanche b1 · Cavalier blanc sur case noire c1 · Fou blanc sur case blanche d1 · Roi blanc sur case noire e1 · Dame blanche sur case blanche f1 · Fou blanc sur case noire g1 · Cavalier blanc sur case blanche h1 · Princesse blanche sur case noire i1 · Tour blanche sur case blanche j1 | Tour noire sur case blanche a8 · Princesse noire sur case noire b8 · Cavalier noir sur case blanche c8 · Fou noir sur case noire d8 · Roi noir sur case blanche e8 · Dame noire sur case noire f8 · Fou noir sur case blanche g8 · Cavalier noir sur case noire h8 · Princesse noire sur case blanche i8 · Tour noire sur case noire j8 · Pion noir sur case noire a7 · Pion noir sur case blanche b7 · Pion noir sur case noire c7 · Pion noir sur case blanche d7 · Pion noir sur case noire e7 · Pion noir sur case blanche f7 · Pion noir sur case noire g7 · Pion noir sur case blanche h7 · Pion noir sur case noire i7 · Pion noir sur case blanche j7 · Case blanche a6 vide · Case noire b6 vide · Case blanche c6 vide · Case noire d6 vide · Case blanche e6 vide · Case noire f6 vide · Case blanche g6 vide · Case noire h6 vide · Case blanche i6 vide · Case noire j6 vide · Case noire a5 vide · Case blanche b5 vide · Case noire c5 vide · Case blanche d5 vide · Case noire e5 vide · Case blanche f5 vide · Case noire g5 vide · Case blanche h5 vide · Case noire i5 vide · Case blanche j5 vide · Case blanche a4 vide · Case noire b4 vide · Case blanche c4 vide · Case noire d4 vide · Case blanche e4 vide · Case noire f4 vide · Case blanche g4 vide · Case noire h4 vide · Case blanche i4 vide · Case noire j4 vide · Case noire a3 vide · Case blanche b3 vide · Case noire c3 vide · Case blanche d3 vide · Case noire e3 vide · Case blanche f3 vide · Case noire g3 vide · Case blanche h3 vide · Case noire i3 vide · Case blanche j3 vide · Pion blanc sur case blanche a2 · Pion blanc sur case noire b2 · Pion blanc sur case blanche c2 · Pion blanc sur case noire d2 · Pion blanc sur case blanche e2 · Pion blanc sur case noire f2 · Pion blanc sur case blanche g2 · Pion blanc sur case noire h2 · Pion blanc sur case blanche i2 · Pion blanc sur case noire j2 · Tour blanche sur case noire a1 · Princesse blanche sur case blanche b1 · Cavalier blanc sur case noire c1 · Fou blanc sur case blanche d1 · Roi blanc sur case noire e1 · Dame blanche sur case blanche f1 · Fou blanc sur case noire g1 · Cavalier blanc sur case blanche h1 · Princesse blanche sur case noire i1 · Tour blanche sur case blanche j1 | Tour noire sur case blanche a8 · Princesse noire sur case noire b8 · Cavalier noir sur case blanche c8 · Fou noir sur case noire d8 · Roi noir sur case blanche e8 · Dame noire sur case noire f8 · Fou noir sur case blanche g8 · Cavalier noir sur case noire h8 · Princesse noire sur case blanche i8 · Tour noire sur case noire j8 · Pion noir sur case noire a7 · Pion noir sur case blanche b7 · Pion noir sur case noire c7 · Pion noir sur case blanche d7 · Pion noir sur case noire e7 · Pion noir sur case blanche f7 · Pion noir sur case noire g7 · Pion noir sur case blanche h7 · Pion noir sur case noire i7 · Pion noir sur case blanche j7 · Case blanche a6 vide · Case noire b6 vide · Case blanche c6 vide · Case noire d6 vide · Case blanche e6 vide · Case noire f6 vide · Case blanche g6 vide · Case noire h6 vide · Case blanche i6 vide · Case noire j6 vide · Case noire a5 vide · Case blanche b5 vide · Case noire c5 vide · Case blanche d5 vide · Case noire e5 vide · Case blanche f5 vide · Case noire g5 vide · Case blanche h5 vide · Case noire i5 vide · Case blanche j5 vide · Case blanche a4 vide · Case noire b4 vide · Case blanche c4 vide · Case noire d4 vide · Case blanche e4 vide · Case noire f4 vide · Case blanche g4 vide · Case noire h4 vide · Case blanche i4 vide · Case noire j4 vide · Case noire a3 vide · Case blanche b3 vide · Case noire c3 vide · Case blanche d3 vide · Case noire e3 vide · Case blanche f3 vide · Case noire g3 vide · Case blanche h3 vide · Case noire i3 vide · Case blanche j3 vide · Pion blanc sur case blanche a2 · Pion blanc sur case noire b2 · Pion blanc sur case blanche c2 · Pion blanc sur case noire d2 · Pion blanc sur case blanche e2 · Pion blanc sur case noire f2 · Pion blanc sur case blanche g2 · Pion blanc sur case noire h2 · Pion blanc sur case blanche i2 · Pion blanc sur case noire j2 · Tour blanche sur case noire a1 · Princesse blanche sur case blanche b1 · Cavalier blanc sur case noire c1 · Fou blanc sur case blanche d1 · Roi blanc sur case noire e1 · Dame blanche sur case blanche f1 · Fou blanc sur case noire g1 · Cavalier blanc sur case blanche h1 · Princesse blanche sur case noire i1 · Tour blanche sur case blanche j1 | Tour noire sur case blanche a8 · Princesse noire sur case noire b8 · Cavalier noir sur case blanche c8 · Fou noir sur case noire d8 · Roi noir sur case blanche e8 · Dame noire sur case noire f8 · Fou noir sur case blanche g8 · Cavalier noir sur case noire h8 · Princesse noire sur case blanche i8 · Tour noire sur case noire j8 · Pion noir sur case noire a7 · Pion noir sur case blanche b7 · Pion noir sur case noire c7 · Pion noir sur case blanche d7 · Pion noir sur case noire e7 · Pion noir sur case blanche f7 · Pion noir sur case noire g7 · Pion noir sur case blanche h7 · Pion noir sur case noire i7 · Pion noir sur case blanche j7 · Case blanche a6 vide · Case noire b6 vide · Case blanche c6 vide · Case noire d6 vide · Case blanche e6 vide · Case noire f6 vide · Case blanche g6 vide · Case noire h6 vide · Case blanche i6 vide · Case noire j6 vide · Case noire a5 vide · Case blanche b5 vide · Case noire c5 vide · Case blanche d5 vide · Case noire e5 vide · Case blanche f5 vide · Case noire g5 vide · Case blanche h5 vide · Case noire i5 vide · Case blanche j5 vide · Case blanche a4 vide · Case noire b4 vide · Case blanche c4 vide · Case noire d4 vide · Case blanche e4 vide · Case noire f4 vide · Case blanche g4 vide · Case noire h4 vide · Case blanche i4 vide · Case noire j4 vide · Case noire a3 vide · Case blanche b3 vide · Case noire c3 vide · Case blanche d3 vide · Case noire e3 vide · Case blanche f3 vide · Case noire g3 vide · Case blanche h3 vide · Case noire i3 vide · Case blanche j3 vide · Pion blanc sur case blanche a2 · Pion blanc sur case noire b2 · Pion blanc sur case blanche c2 · Pion blanc sur case noire d2 · Pion blanc sur case blanche e2 · Pion blanc sur case noire f2 · Pion blanc sur case blanche g2 · Pion blanc sur case noire h2 · Pion blanc sur case blanche i2 · Pion blanc sur case noire j2 · Tour blanche sur case noire a1 · Princesse blanche sur case blanche b1 · Cavalier blanc sur case noire c1 · Fou blanc sur case blanche d1 · Roi blanc sur case noire e1 · Dame blanche sur case blanche f1 · Fou blanc sur case noire g1 · Cavalier blanc sur case blanche h1 · Princesse blanche sur case noire i1 · Tour blanche sur case blanche j1 | Tour noire sur case blanche a8 · Princesse noire sur case noire b8 · Cavalier noir sur case blanche c8 · Fou noir sur case noire d8 · Roi noir sur case blanche e8 · Dame noire sur case noire f8 · Fou noir sur case blanche g8 · Cavalier noir sur case noire h8 · Princesse noire sur case blanche i8 · Tour noire sur case noire j8 · Pion noir sur case noire a7 · Pion noir sur case blanche b7 · Pion noir sur case noire c7 · Pion noir sur case blanche d7 · Pion noir sur case noire e7 · Pion noir sur case blanche f7 · Pion noir sur case noire g7 · Pion noir sur case blanche h7 · Pion noir sur case noire i7 · Pion noir sur case blanche j7 · Case blanche a6 vide · Case noire b6 vide · Case blanche c6 vide · Case noire d6 vide · Case blanche e6 vide · Case noire f6 vide · Case blanche g6 vide · Case noire h6 vide · Case blanche i6 vide · Case noire j6 vide · Case noire a5 vide · Case blanche b5 vide · Case noire c5 vide · Case blanche d5 vide · Case noire e5 vide · Case blanche f5 vide · Case noire g5 vide · Case blanche h5 vide · Case noire i5 vide · Case blanche j5 vide · Case blanche a4 vide · Case noire b4 vide · Case blanche c4 vide · Case noire d4 vide · Case blanche e4 vide · Case noire f4 vide · Case blanche g4 vide · Case noire h4 vide · Case blanche i4 vide · Case noire j4 vide · Case noire a3 vide · Case blanche b3 vide · Case noire c3 vide · Case blanche d3 vide · Case noire e3 vide · Case blanche f3 vide · Case noire g3 vide · Case blanche h3 vide · Case noire i3 vide · Case blanche j3 vide · Pion blanc sur case blanche a2 · Pion blanc sur case noire b2 · Pion blanc sur case blanche c2 · Pion blanc sur case noire d2 · Pion blanc sur case blanche e2 · Pion blanc sur case noire f2 · Pion blanc sur case blanche g2 · Pion blanc sur case noire h2 · Pion blanc sur case blanche i2 · Pion blanc sur case noire j2 · Tour blanche sur case noire a1 · Princesse blanche sur case blanche b1 · Cavalier blanc sur case noire c1 · Fou blanc sur case blanche d1 · Roi blanc sur case noire e1 · Dame blanche sur case blanche f1 · Fou blanc sur case noire g1 · Cavalier blanc sur case blanche h1 · Princesse blanche sur case noire i1 · Tour blanche sur case blanche j1 | Tour noire sur case blanche a8 · Princesse noire sur case noire b8 · Cavalier noir sur case blanche c8 · Fou noir sur case noire d8 · Roi noir sur case blanche e8 · Dame noire sur case noire f8 · Fou noir sur case blanche g8 · Cavalier noir sur case noire h8 · Princesse noire sur case blanche i8 · Tour noire sur case noire j8 · Pion noir sur case noire a7 · Pion noir sur case blanche b7 · Pion noir sur case noire c7 · Pion noir sur case blanche d7 · Pion noir sur case noire e7 · Pion noir sur case blanche f7 · Pion noir sur case noire g7 · Pion noir sur case blanche h7 · Pion noir sur case noire i7 · Pion noir sur case blanche j7 · Case blanche a6 vide · Case noire b6 vide · Case blanche c6 vide · Case noire d6 vide · Case blanche e6 vide · Case noire f6 vide · Case blanche g6 vide · Case noire h6 vide · Case blanche i6 vide · Case noire j6 vide · Case noire a5 vide · Case blanche b5 vide · Case noire c5 vide · Case blanche d5 vide · Case noire e5 vide · Case blanche f5 vide · Case noire g5 vide · Case blanche h5 vide · Case noire i5 vide · Case blanche j5 vide · Case blanche a4 vide · Case noire b4 vide · Case blanche c4 vide · Case noire d4 vide · Case blanche e4 vide · Case noire f4 vide · Case blanche g4 vide · Case noire h4 vide · Case blanche i4 vide · Case noire j4 vide · Case noire a3 vide · Case blanche b3 vide · Case noire c3 vide · Case blanche d3 vide · Case noire e3 vide · Case blanche f3 vide · Case noire g3 vide · Case blanche h3 vide · Case noire i3 vide · Case blanche j3 vide · Pion blanc sur case blanche a2 · Pion blanc sur case noire b2 · Pion blanc sur case blanche c2 · Pion blanc sur case noire d2 · Pion blanc sur case blanche e2 · Pion blanc sur case noire f2 · Pion blanc sur case blanche g2 · Pion blanc sur case noire h2 · Pion blanc sur case blanche i2 · Pion blanc sur case noire j2 · Tour blanche sur case noire a1 · Princesse blanche sur case blanche b1 · Cavalier blanc sur case noire c1 · Fou blanc sur case blanche d1 · Roi blanc sur case noire e1 · Dame blanche sur case blanche f1 · Fou blanc sur case noire g1 · Cavalier blanc sur case blanche h1 · Princesse blanche sur case noire i1 · Tour blanche sur case blanche j1 | Tour noire sur case blanche a8 · Princesse noire sur case noire b8 · Cavalier noir sur case blanche c8 · Fou noir sur case noire d8 · Roi noir sur case blanche e8 · Dame noire sur case noire f8 · Fou noir sur case blanche g8 · Cavalier noir sur case noire h8 · Princesse noire sur case blanche i8 · Tour noire sur case noire j8 · Pion noir sur case noire a7 · Pion noir sur case blanche b7 · Pion noir sur case noire c7 · Pion noir sur case blanche d7 · Pion noir sur case noire e7 · Pion noir sur case blanche f7 · Pion noir sur case noire g7 · Pion noir sur case blanche h7 · Pion noir sur case noire i7 · Pion noir sur case blanche j7 · Case blanche a6 vide · Case noire b6 vide · Case blanche c6 vide · Case noire d6 vide · Case blanche e6 vide · Case noire f6 vide · Case blanche g6 vide · Case noire h6 vide · Case blanche i6 vide · Case noire j6 vide · Case noire a5 vide · Case blanche b5 vide · Case noire c5 vide · Case blanche d5 vide · Case noire e5 vide · Case blanche f5 vide · Case noire g5 vide · Case blanche h5 vide · Case noire i5 vide · Case blanche j5 vide · Case blanche a4 vide · Case noire b4 vide · Case blanche c4 vide · Case noire d4 vide · Case blanche e4 vide · Case noire f4 vide · Case blanche g4 vide · Case noire h4 vide · Case blanche i4 vide · Case noire j4 vide · Case noire a3 vide · Case blanche b3 vide · Case noire c3 vide · Case blanche d3 vide · Case noire e3 vide · Case blanche f3 vide · Case noire g3 vide · Case blanche h3 vide · Case noire i3 vide · Case blanche j3 vide · Pion blanc sur case blanche a2 · Pion blanc sur case noire b2 · Pion blanc sur case blanche c2 · Pion blanc sur case noire d2 · Pion blanc sur case blanche e2 · Pion blanc sur case noire f2 · Pion blanc sur case blanche g2 · Pion blanc sur case noire h2 · Pion blanc sur case blanche i2 · Pion blanc sur case noire j2 · Tour blanche sur case noire a1 · Princesse blanche sur case blanche b1 · Cavalier blanc sur case noire c1 · Fou blanc sur case blanche d1 · Roi blanc sur case noire e1 · Dame blanche sur case blanche f1 · Fou blanc sur case noire g1 · Cavalier blanc sur case blanche h1 · Princesse blanche sur case noire i1 · Tour blanche sur case blanche j1 | Tour noire sur case blanche a8 · Princesse noire sur case noire b8 · Cavalier noir sur case blanche c8 · Fou noir sur case noire d8 · Roi noir sur case blanche e8 · Dame noire sur case noire f8 · Fou noir sur case blanche g8 · Cavalier noir sur case noire h8 · Princesse noire sur case blanche i8 · Tour noire sur case noire j8 · Pion noir sur case noire a7 · Pion noir sur case blanche b7 · Pion noir sur case noire c7 · Pion noir sur case blanche d7 · Pion noir sur case noire e7 · Pion noir sur case blanche f7 · Pion noir sur case noire g7 · Pion noir sur case blanche h7 · Pion noir sur case noire i7 · Pion noir sur case blanche j7 · Case blanche a6 vide · Case noire b6 vide · Case blanche c6 vide · Case noire d6 vide · Case blanche e6 vide · Case noire f6 vide · Case blanche g6 vide · Case noire h6 vide · Case blanche i6 vide · Case noire j6 vide · Case noire a5 vide · Case blanche b5 vide · Case noire c5 vide · Case blanche d5 vide · Case noire e5 vide · Case blanche f5 vide · Case noire g5 vide · Case blanche h5 vide · Case noire i5 vide · Case blanche j5 vide · Case blanche a4 vide · Case noire b4 vide · Case blanche c4 vide · Case noire d4 vide · Case blanche e4 vide · Case noire f4 vide · Case blanche g4 vide · Case noire h4 vide · Case blanche i4 vide · Case noire j4 vide · Case noire a3 vide · Case blanche b3 vide · Case noire c3 vide · Case blanche d3 vide · Case noire e3 vide · Case blanche f3 vide · Case noire g3 vide · Case blanche h3 vide · Case noire i3 vide · Case blanche j3 vide · Pion blanc sur case blanche a2 · Pion blanc sur case noire b2 · Pion blanc sur case blanche c2 · Pion blanc sur case noire d2 · Pion blanc sur case blanche e2 · Pion blanc sur case noire f2 · Pion blanc sur case blanche g2 · Pion blanc sur case noire h2 · Pion blanc sur case blanche i2 · Pion blanc sur case noire j2 · Tour blanche sur case noire a1 · Princesse blanche sur case blanche b1 · Cavalier blanc sur case noire c1 · Fou blanc sur case blanche d1 · Roi blanc sur case noire e1 · Dame blanche sur case blanche f1 · Fou blanc sur case noire g1 · Cavalier blanc sur case blanche h1 · Princesse blanche sur case noire i1 · Tour blanche sur case blanche j1 | Tour noire sur case blanche a8 · Princesse noire sur case noire b8 · Cavalier noir sur case blanche c8 · Fou noir sur case noire d8 · Roi noir sur case blanche e8 · Dame noire sur case noire f8 · Fou noir sur case blanche g8 · Cavalier noir sur case noire h8 · Princesse noire sur case blanche i8 · Tour noire sur case noire j8 · Pion noir sur case noire a7 · Pion noir sur case blanche b7 · Pion noir sur case noire c7 · Pion noir sur case blanche d7 · Pion noir sur case noire e7 · Pion noir sur case blanche f7 · Pion noir sur case noire g7 · Pion noir sur case blanche h7 · Pion noir sur case noire i7 · Pion noir sur case blanche j7 · Case blanche a6 vide · Case noire b6 vide · Case blanche c6 vide · Case noire d6 vide · Case blanche e6 vide · Case noire f6 vide · Case blanche g6 vide · Case noire h6 vide · Case blanche i6 vide · Case noire j6 vide · Case noire a5 vide · Case blanche b5 vide · Case noire c5 vide · Case blanche d5 vide · Case noire e5 vide · Case blanche f5 vide · Case noire g5 vide · Case blanche h5 vide · Case noire i5 vide · Case blanche j5 vide · Case blanche a4 vide · Case noire b4 vide · Case blanche c4 vide · Case noire d4 vide · Case blanche e4 vide · Case noire f4 vide · Case blanche g4 vide · Case noire h4 vide · Case blanche i4 vide · Case noire j4 vide · Case noire a3 vide · Case blanche b3 vide · Case noire c3 vide · Case blanche d3 vide · Case noire e3 vide · Case blanche f3 vide · Case noire g3 vide · Case blanche h3 vide · Case noire i3 vide · Case blanche j3 vide · Pion blanc sur case blanche a2 · Pion blanc sur case noire b2 · Pion blanc sur case blanche c2 · Pion blanc sur case noire d2 · Pion blanc sur case blanche e2 · Pion blanc sur case noire f2 · Pion blanc sur case blanche g2 · Pion blanc sur case noire h2 · Pion blanc sur case blanche i2 · Pion blanc sur case noire j2 · Tour blanche sur case noire a1 · Princesse blanche sur case blanche b1 · Cavalier blanc sur case noire c1 · Fou blanc sur case blanche d1 · Roi blanc sur case noire e1 · Dame blanche sur case blanche f1 · Fou blanc sur case noire g1 · Cavalier blanc sur case blanche h1 · Princesse blanche sur case noire i1 · Tour blanche sur case blanche j1 | 1 |
|   | a | b | c | d | e | f | g | h | i | j |   |

Les échecs Janus sont une variante du jeu d'échecs qui ajoute une nouvelle pièce hybride nommée Janus.
Il s'agit d'un cavalier qui possède une deuxième tête de fou à l'arrière. Cette particularité symbolise sa capacité à combiner deux types de mouvements. D'une part, il peut se déplacer comme un cavalier « normal », en effectuant un mouvement en "L". D'autre part, il a également la capacité de se déplacer en diagonale, comme un fou. Cette combinaison unique de mouvements rend le Janus extrêmement polyvalent et imprévisible sur l'échiquier, offrant ainsi de nouvelles possibilités.
Le jeu d'échecs est constitué d'une grille de 8 par 10 cases, les Janus étant placés entre le cavalier et la tour. Le nom Janus vient du dieu romain Janus et de sa représentation graphique en deux faces opposées de visage.
Ce jeu a été inventé en 1978 par Werner Schöndorf de Bildstock en Allemagne. Il est relativement joué en Europe.[réf. nécessaire] Certains grands maîtres le pratiquent, tels Viktor Kortchnoï, Péter Lékó et Arthur Youssoupov.[réf. nécessaire]
Le janus a la même définition que la pièce féerique appelée princesse.